# Messicano-statunitensi

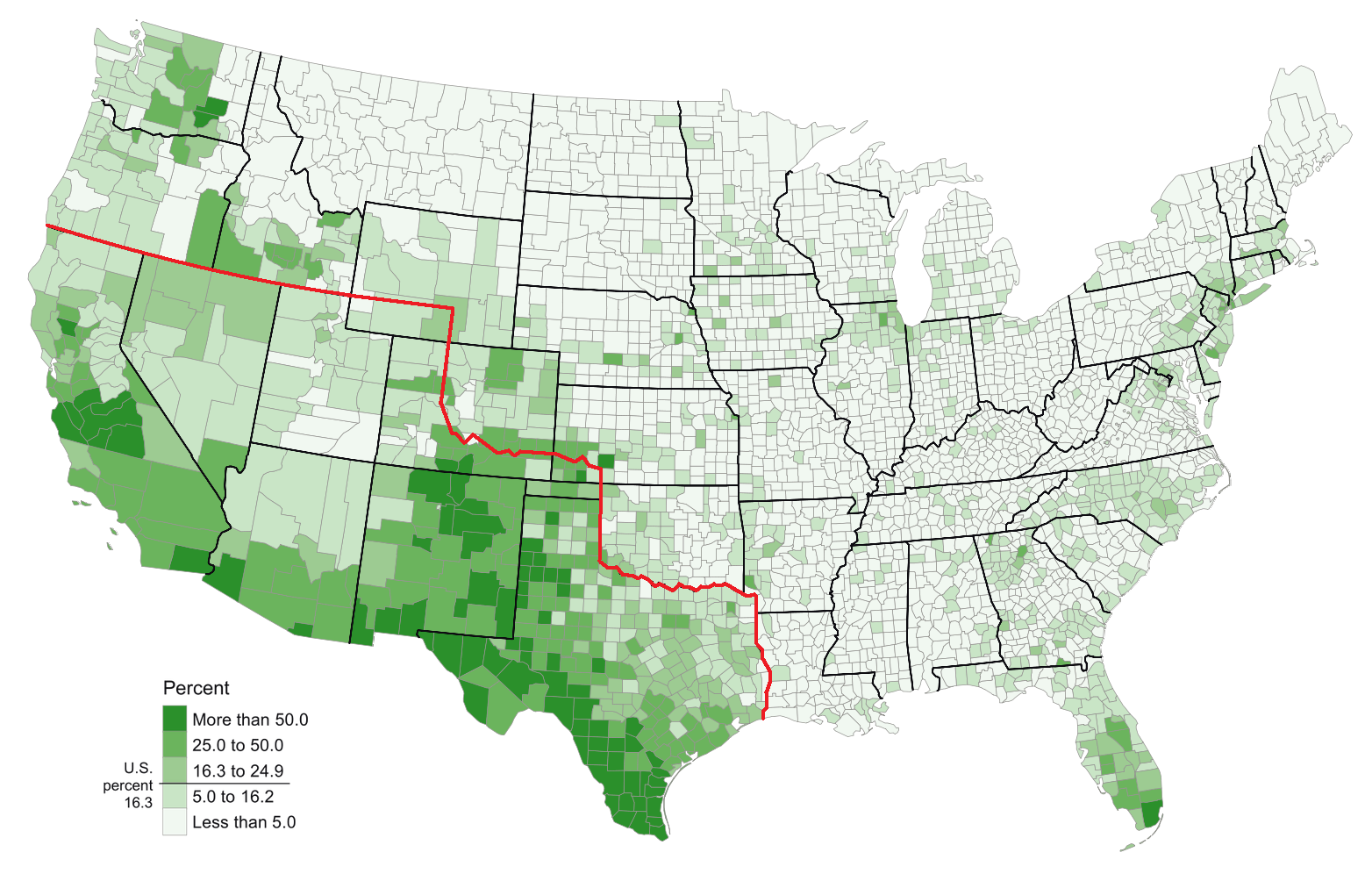
Le aree a maggior concentrazione di comunità messicane negli USA. In rosso il confine tra Messico e USA prima del 1848.

Un messicano-statunitense, o anche non correttamente messicano-americano, è un statunitense di origini messicane. Sono un importante gruppo etnico statunitense che supera i trenta milioni e che, in percentuale, ammonta al 10% della popolazione totale. Molti messicano-statunitensi sono discendenti degli indigeni messicani e/o da europei, in particolare spagnoli.

## Storia

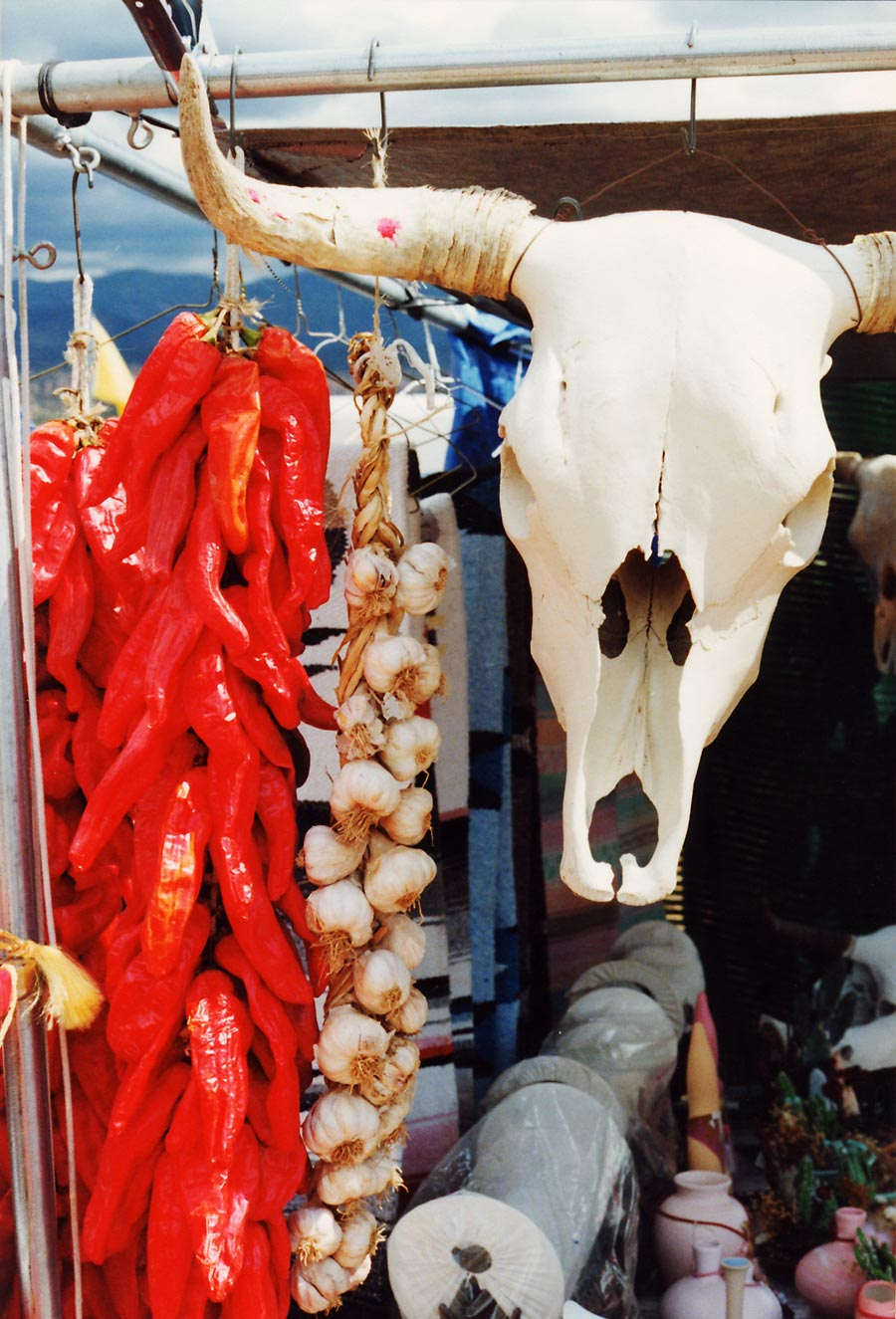
Simboli del Sud-ovest: una serie di peperoncini (a ristra, noto anche come sarta, un metodo per essiccare baccelli di peperoncino, bulbi di aglio o altre verdure per un consumo successivo) e un teschio di mucca bianca sbiancata sono appesi in un mercato vicino a Santa Fe

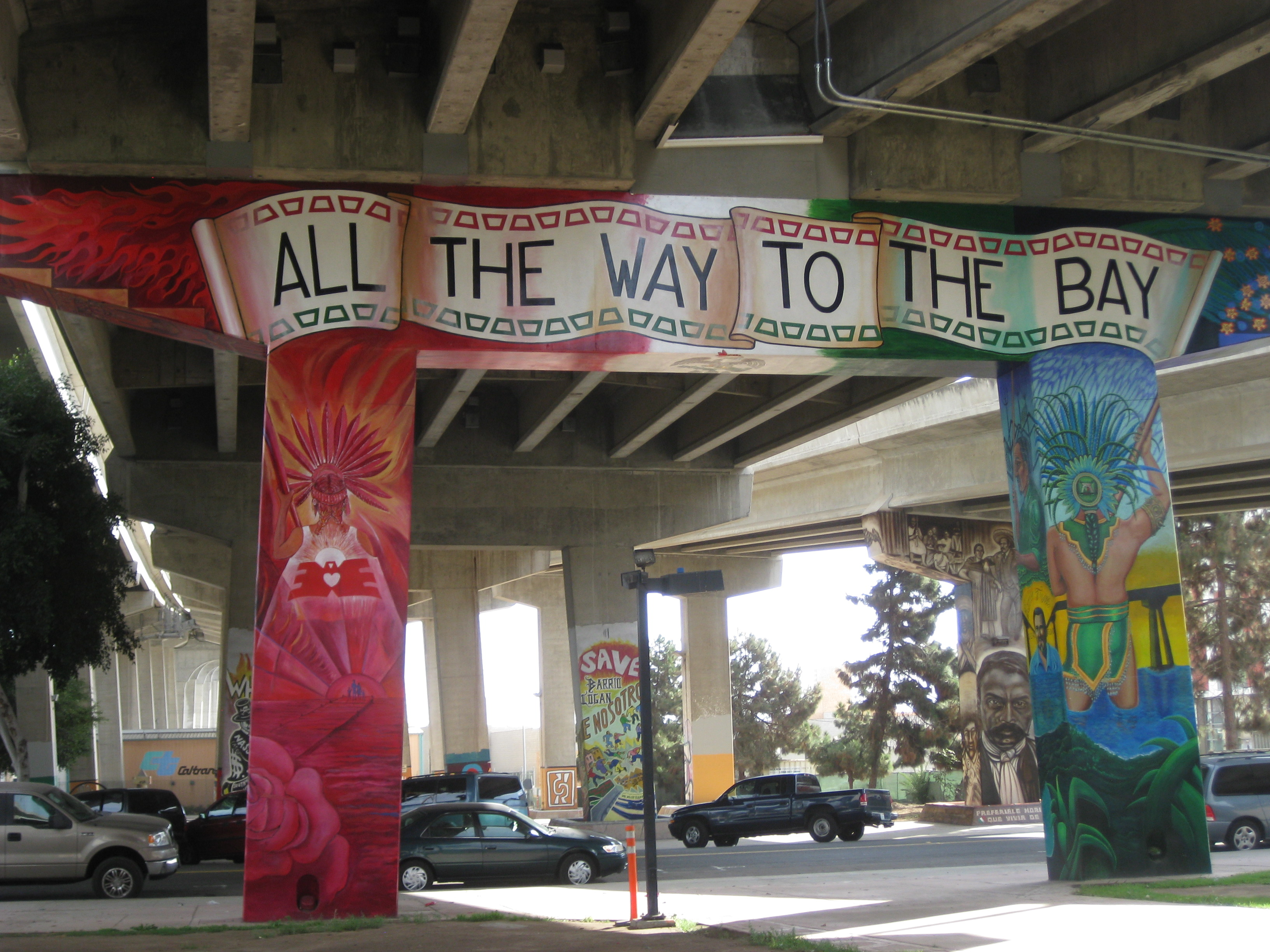
Murale nel Chicano Park, San Diego

Durante la Grande depressione, l'amministrazione Hoover ha condotto una campagna contro gli immigrati negli Stati Uniti che ha colpito soprattutto i messicani americani. La maggior parte delle deportazioni fu supervisionata dalle autorità locali e statali che agirono sotto la direzione dell'amministrazione Hoover. Durante gli anni trenta, tra uno e due milioni di messicano-statunitensi furono deportati in Messico; si stima che tra il quaranta e il sessanta per cento di loro fossero cittadini nativi degli Stati Uniti. Secondo il professore di diritto Kevin R. Johnson, le campagne di deportazione erano basate sull'etnia e soddisfano le moderne definizioni legali di pulizia etnica perché spesso ignorano la cittadinanza.
Nel 1900 c'erano poco più di 500 000 ispanici di origine messicana che vivevano nel Nuovo Messico, Arizona, Nevada, Colorado, California e Texas. La maggior parte erano messicani americani meticci di origine spagnola e indigena, coloni spagnoli, altri coloni europei ispanicizzati che si stabilirono nel Sud-ovest durante periodo coloniale spagnolo, così come amerindi locali e messicani.
Gli ispanici del New Mexico costituivano una larga maggioranza della popolazione degli Stati Uniti sudoccidentali. La stragrande maggioranza degli ispanici sono geneticamente meticci con vari gradi di ascendenza spagnola, così come discendenza da Pueblos e varie tribù indigene nordamericane. Il Nuovo Messico era molto più popolato sin dal XVI secolo rispetto al Texas e alla California.
Già nel 1813, alcuni dei Tejanos che colonizzarono il Texas nel periodo coloniale spagnolo stabilirono un governo che desiderava l'indipendenza dal Messico governato dagli spagnoli. A quei tempi non esisteva il concetto di identità messicana. Molti messicani erano più fedeli ai loro Stati/province che al paese nel suo insieme, che era una colonia della Spagna. Ciò era particolarmente vero nelle regioni di frontiera come Zacatecas, Texas, Yucatán, Oaxaca, New Mexico, ecc.
Come dimostrato dagli scritti dei Tejanos coloniali come Antonio Menchaca, la rivoluzione del Texas fu inizialmente una causa coloniale Tejanos. Il Messico incoraggiò l'immigrazione dagli Stati Uniti a stabilirsi nel Texas orientale e, nel 1831, i coloni di lingua inglese superavano di dieci a uno i Tejanos nella regione. Entrambi i gruppi erano stanziati soprattutto nella parte orientale del territorio. Il governo messicano si preoccupò del crescente volume dell'immigrazione anglo-americana e limitò il numero di coloni provenienti dagli Stati Uniti autorizzati a entrare in Texas. Coerentemente con la sua abolizione della schiavitù, il governo messicano bandì la schiavitù all'interno dello Stato, cosa che fece arrabbiare i proprietari di schiavi americani. I coloni americani, insieme a molti Tejanos, si ribellarono all'autorità centralizzata di Città del Messico e al regime di Santa Anna, mentre altri Tejanos rimasero fedeli al Messico, e altri ancora furono neutrali.

L'autore John P. Schmal ha scritto dell'effetto che l'indipendenza del Texas ha avuto sulla comunità di Tejanos:
Originario di San Antonio, Juan Seguín è probabilmente il Tejanos più famoso coinvolto nella Guerra d'Indipendenza del Texas. La sua storia è complessa perché si unì ai ribelli anglosassoni e contribuì a sconfiggere le forze messicane di Santa Anna. Ma più tardi, come sindaco di San Antonio, lui e altri Tejanos sentirono l'ostile invasione del crescente potere anglo contro di loro. Dopo aver ricevuto una serie di minacce di morte, Seguín trasferì la sua famiglia in Messico, dove fu costretto al servizio militare e combatté contro gli Stati Uniti nella guerra messicano-americana del 1846-1848. Sebbene gli eventi del 1836 portassero all'indipendenza del popolo del Texas, la popolazione latina dello Stato fu rapidamente privata dei diritti civili, al punto che la loro rappresentanza politica nella legislatura dello Stato del Texas scomparve completamente per diversi decenni.
In quanto colonia spagnola, il territorio della California aveva anche una popolazione consolidata di coloni coloniali. Californios è il termine per i residenti di lingua spagnola della moderna California; erano i messicani originari (indipendentemente dalla razza) e gli amerindi ispanicizzati locali nella regione (Alta California) prima che gli Stati Uniti la acquisissero come territorio. A metà del XIX secolo, altri coloni provenienti dagli Stati Uniti iniziarono a entrare nel territorio.
In California, l'insediamento messicano iniziò nel 1769 con l'istituzione del Presidio e della missione cattolica di San Diego. Altre 20 missioni furono istituite lungo la costa della California nel 1823, insieme a presidi militari e comunità civili. I coloni in California tendevano a rimanere vicino alla costa e al di fuori dell'interno dello Stato. L'economia della California era basata sull'agricoltura e sull'allevamento. A differenza della Nuova Spagna centrale, i coloni costieri trovarono poca ricchezza minerale. Alcuni divennero agricoltori o allevatori, lavorando per conto proprio nella propria terra o per altri coloni. Funzionari governativi, sacerdoti, soldati e artigiani si stabilirono in città, missioni e presidi.
Uno degli eventi più importanti nella storia dei coloni messicani in California avvenne nel 1833, quando il governo messicano secolarizzò le missioni. In effetti ciò significava che il governo prendeva il controllo di vaste e vaste aree di territorio. Queste terre furono infine distribuite tra la popolazione sotto forma di Ranchos, che presto divennero le unità socioeconomiche di base della provincia.
I rapporti tra Californios e coloni di lingua inglese furono relativamente buoni fino al 1846, quando l'ufficiale militare John C. Frémont arrivò in Alta California con una forza statunitense di 60 uomini in una spedizione esplorativa. Fremont fece un accordo con il Comandante Castro che sarebbe rimasto nella San Joaquin Valley solo per l'inverno, per poi trasferirsi a nord, nell'Oregon. Tuttavia, Fremont rimase nella Santa Clara Valley, quindi si diresse verso Monterey. Quando Castro chiese a Fremont di lasciare l'Alta California, Fremont si recò al Gavilan Peak, issò una bandiera degli Stati Uniti e giurò di combattere fino all'ultimo uomo per difenderla. Dopo tre giorni di tensione, Fremont si ritirò in Oregon senza che fosse sparato nemmeno un colpo.
Con i rapporti tra California e americani che si inasprivano rapidamente, Fremont tornò in Alta California, dove incoraggiò i coloni europeo-americani a sequestrare un gruppo di soldati di Castro e i loro cavalli. Un altro gruppo si impadronì del Presidio di Sonoma (un edificio in mattoni a due piani, con ampi balconi, di fronte alla piazza centrale della città di Sonoma) e catturò Mariano Vallejo.
Gli americani scelsero William B. Ide come comandante in capo prescelto e il 5 luglio proclamò la creazione della Bear Flag Republic. Il 9 luglio le forze militari statunitensi raggiunsero Sonoma; abbassarono la bandiera della Bear Flag Republic, sostituendola con una bandiera degli Stati Uniti. I Californios organizzarono un esercito per difendersi dall'invasione delle forze americane dopo che l'esercito messicano si ritirò dall'Alta California per difendere altre parti del Messico.
I Californios sconfissero una forza americana a Los Angeles il 30 settembre 1846. A loro volta, furono sconfitti dopo che gli americani rinforzarono le loro forze in quella che oggi è la California meridionale. Decine di migliaia di minatori e persone associate arrivarono durante la corsa all'oro in California e le loro attività in alcune aree significarono la fine dello stile di vita di allevamento dei Californios. Molti dei 49er di lingua inglese passarono dall'attività mineraria all'agricoltura e si trasferirono, spesso illegalmente, su terreni concessi ai Californios dall'ex governo messicano.
Gli Stati Uniti entrarono in conflitto con il Messico per la prima volta intorno al 1830, quando la diffusione verso ovest degli insediamenti statunitensi e della schiavitù portò un numero significativo di nuovi coloni nella regione conosciuta come Tejas (l'attuale Texas), allora parte del Messico. La guerra messicano-americana, seguita dal Trattato di Guadalupe Hidalgo nel 1848 e dall'acquisto di Gadsden nel 1853, estese il controllo degli Stati Uniti su un'ampia gamma di territori un tempo posseduti dal Messico, compresi gli attuali confini del Texas e gli Stati del New Mexico, Colorado, Utah, Nevada, Arizona e California. 

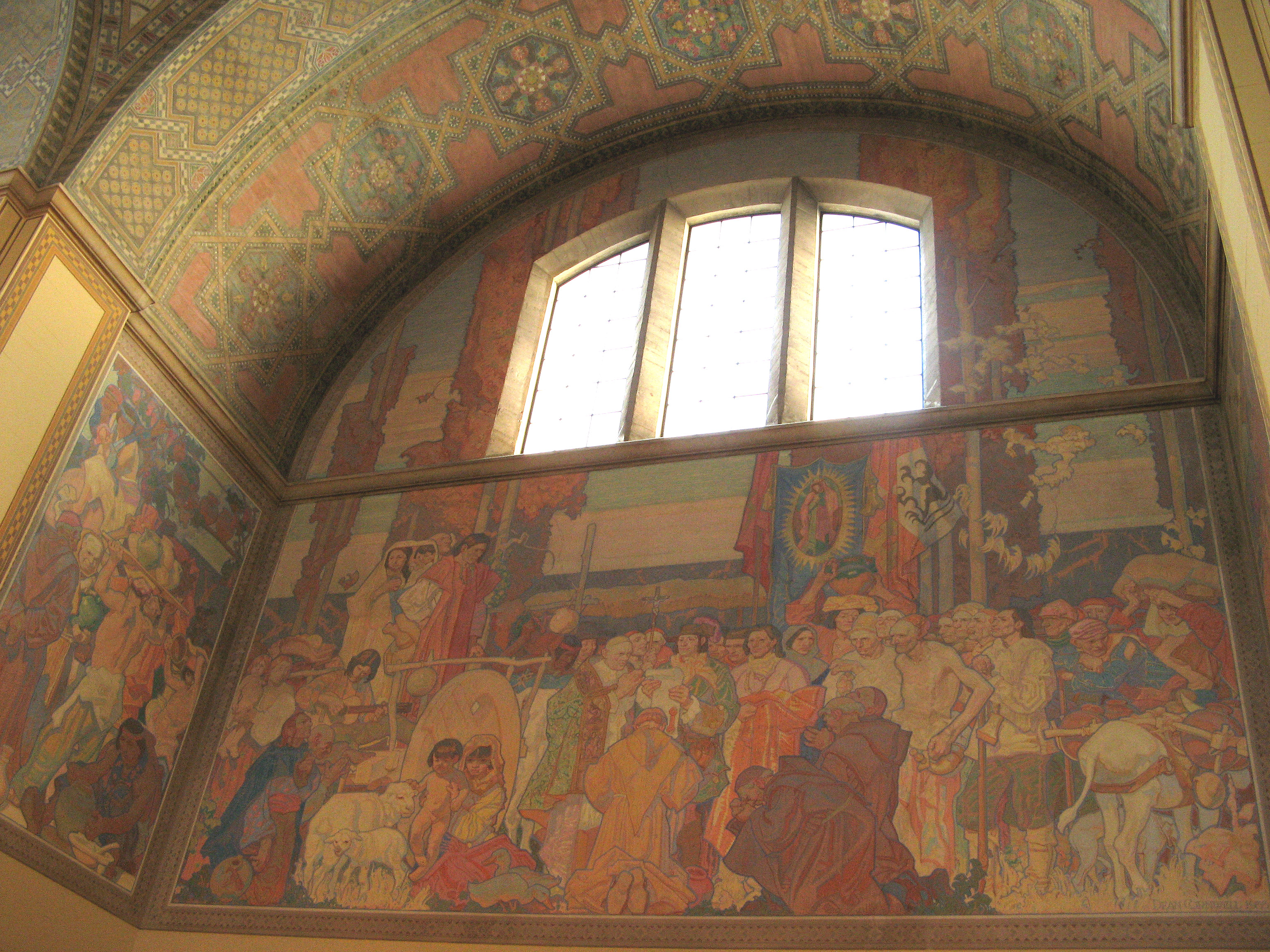
Un esempio di un murale a tema chicano nella Biblioteca Centrale Richard Riordan

Sebbene il trattato promettesse che i proprietari terrieri in questo territorio appena acquisito avrebbero avuto i loro diritti di proprietà preservati e protetti come se fossero cittadini degli Stati Uniti, molti ex cittadini del Messico persero la loro terra in cause legali davanti ai tribunali statali e federali sui termini delle concessioni fondiarie, o come risultato di una legislazione adottata dopo il trattato. Anche gli statuti approvati dal Congresso per proteggere i proprietari di proprietà al momento dell'estensione dei confini degli Stati Uniti, come il California Land Act del 1851, ebbero l'effetto di espropriare i proprietari Californios. Essi sono poi stati rovinati dal costo, nel corso degli anni, dovuto al mantenimento dei contenziosi per sostenere i loro titoli fondiari.
In seguito alla concessione della California agli Stati Uniti con il Trattato di Guadalupe Hidalgo, i messicani furono ripetutamente presi di mira da leggi che miravano alla loro posizione socioeconomica nell'area. Un esempio significativo di ciò è esemplificato dall’approvazione della legislazione che ha imposto il carico fiscale più pesante sui terreni. Il fatto che ci fosse una tassa così pesante sulla terra era importante per la posizione socioeconomica dei messicani americani, perché essenzialmente limitava la loro capacità di mantenere il possesso dei Ranchos che erano stati originariamente concessi loro dal governo messicano.

### Migrazione messicana del XIX secolo e dell'inizio del XX secolo

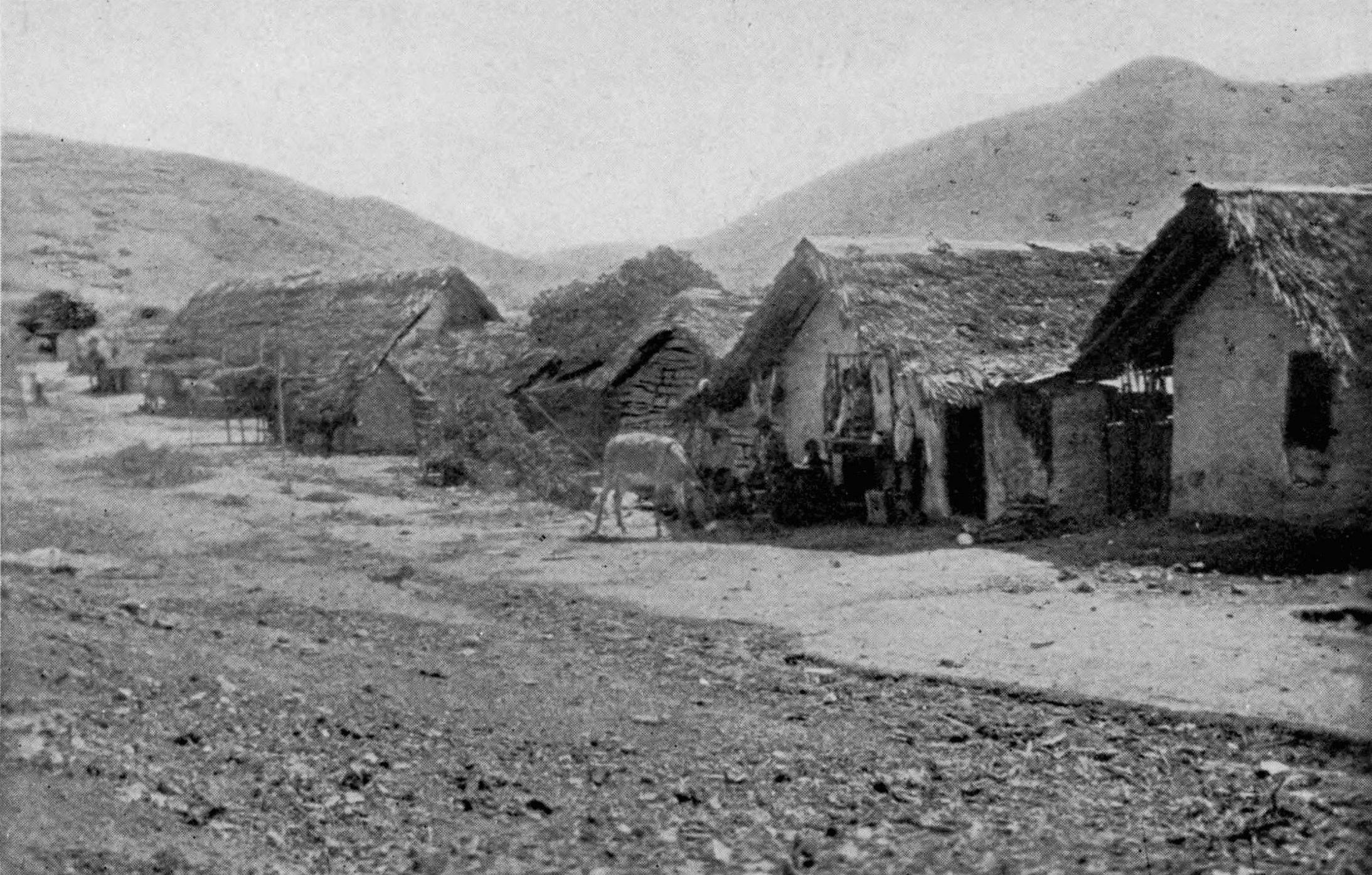
I primi braceros messicani arrivarono in California nel 1917

Alla fine del XIX secolo, il presidente liberale messicano Porfirio Díaz avviò un programma di modernizzazione economica che innescò non solo un’ondata di migrazione interna in Messico dalle aree rurali alle città, ma anche l’emigrazione messicana verso gli Stati Uniti. Fu costruita una rete ferroviaria che collegava il Messico centrale al confine con gli Stati Uniti e apriva anche regioni precedentemente isolate. Il secondo fattore fu il cambiamento nel possesso della terra che lasciò i contadini messicani senza titolo o accesso alla terra per coltivarla per conto proprio. Per la prima volta, un numero crescente di messicani emigrò a nord negli Stati Uniti per migliori opportunità economiche. All'inizio del XX secolo, il primo grande periodo di migrazione verso gli Stati Uniti avvenne tra gli anni '10 e '20, denominato Grande Migrazione. Durante questo periodo era in corso la rivoluzione messicana, che creò disordini all'interno e contro il governo messicano spingendo i civili a cercare stabilità economica e politica negli Stati Uniti. Oltre 1,3 milioni di messicani si trasferirono negli Stati Uniti dal 1910 fino agli anni ’30, con aumenti significativi ogni decennio. Molti di questi immigrati trovarono lavoro agricolo, essendo assunti da lavoratori privati.
Durante la Grande depressione degli anni '30, molti messicani e messicani americani furono rimpatriati in Messico. Molte deportazioni furono supervisionate dalle autorità statali e locali che agirono su incoraggiamento del Segretario del Lavoro William N. Doak e del Dipartimento del Lavoro. Il governo deportò almeno 82 000 persone. Tra 355 000 e 1 000 000 furono rimpatriati o deportati in Messico in totale; circa dal quaranta al sessanta per cento dei rimpatriati erano cittadini per diritto di nascita, in maggioranza bambini. Il rimpatrio volontario era molto più comune durante i rimpatri rispetto alla deportazione formale. Secondo il professore di diritto Kevin R. Johnson, la campagna di rimpatrio era basata sull'etnia e soddisfa i moderni standard legali di pulizia etnica, perché spesso ignorava la cittadinanza.
Il secondo periodo di aumento della migrazione è noto come Era Bracero dal 1942 al 1964, in riferimento al programma Bracero implementato dagli Stati Uniti, che contraeva manodopera agricola dal Messico a causa della carenza di manodopera dovuta alla leva della seconda guerra mondiale. Si stima che circa 4,6 milioni di immigrati messicani siano stati spostati negli Stati Uniti attraverso il programma Bracero dagli anni quaranta agli anni sessanta. La mancanza di braccianti agricoli a causa dell'aumento delle leva militari per la seconda guerra mondiale ha aperto un bisogno cronico di lavoratori a basso salario per occupare posti di lavoro.

### Dalla fine del XX secolo all'inizio del XXI secolo
Mentre i messicani americani sono concentrati nel Sud-ovest: California, Arizona, Nuovo Messico e Texas, durante la prima guerra mondiale molti si trasferirono in comunità industriali come St. Louis, Chicago, Detroit, Cleveland, Pittsburgh e altre regioni produttrici di acciaio, dove hanno ottenuto posti di lavoro nell'industria. Come gli immigrati europei, erano attratti da lavori che non richiedevano la conoscenza della lingua inglese. La ristrutturazione industriale nella seconda metà del secolo mise senza lavoro molti messicani americani oltre a persone di altri gruppi etnici. Le loro competenze industriali non erano così utili nelle economie in cambiamento di queste aree.
Lo sciopero dell'uva Delano è stato influenzato dallo sciopero dei lavoratori agricoli filippino-americani nella Coachella Valley, nel maggio 1965, in cui i lavoratori migranti chiedevano un aumento di 0,15 dollari l'ora.
Tale sciopero divenne una lotta intersezionale quando i leader sindacali e gli attivisti per i diritti di voto e i diritti civili Dolores Huerta, fondatrice della National Farm Workers Association e il suo co-leader César Chávez si unirono agli scioperanti per formare i lavoratori agricoli uniti. Lo slogan di Huerta "Sí, se puede" (spagnolo per "Sì, possiamo"), fu reso popolare dal digiuno di Chávez e divenne un grido di battaglia per il movimento chicano o movimento per i diritti civili messicano-americani. Il movimento chicano mirava a una serie di riforme dei diritti civili; le richieste spaziavano dal ripristino delle concessioni fondiarie ai diritti dei lavoratori agricoli, al miglioramento dell'istruzione, ai diritti di voto e politici, nonché alla crescente consapevolezza della storia collettiva. Gli scioperi chicani degli studenti contro la guerra sono tradizionalmente visti come l'inizio della fase più radicale del movimento chicano.
Si è scoperto che i messicani americani attribuiscono più importanza alle questioni sociali ed economiche che all'immigrazione. Coloro che non sono cittadini si preoccupano molto di più delle questioni sociali. Sia i cittadini che i non cittadini identificano le questioni etniche come il problema chiave che i messicano-americani devono affrontare, evidenziando la necessità di una comunità e di un'organizzazione politica più forti.
Poiché non c'erano molte opportunità di lavoro nel loro paese, i messicani si trasferirono negli Stati Uniti per trovare lavoro. Tuttavia, quando arrivarono negli Stati Uniti, i loro salari erano estremamente bassi.
Durante questo periodo furono fondati gruppi per i diritti civili come il Comitato nazionale anti-diffamazione messicano-americano. All'inizio del 21º secolo, gli Stati con le maggiori percentuali e popolazioni di messicani americani sono California, Arizona, Nuovo Messico, Texas, Colorado, Nevada e Utah. Si è registrato un notevole aumento della popolazione anche in Oklahoma, Pennsylvania e Illinois.
In termini di religione, i messicani americani sono principalmente cattolici romani. Una grande minoranza sono protestanti evangelici. In particolare, secondo un rapporto del Pew Hispanic Center del 2006 e del Pew Religious Landscape Survey del 2008, i messicani americani hanno significativamente meno probabilità rispetto ad altri gruppi latini di abbandonare il cattolicesimo per le chiese protestanti.
Nel 2008, "Yes We Can" (in spagnolo: "Sí, se puede") è stato adottato come slogan della campagna elettorale di Barack Obama, la cui elezione e rielezione come primo presidente afroamericano ha sottolineato la crescente importanza del voto messicano-americano. Il tentativo fallito di entrambi i partiti di attuare adeguatamente la riforma dell'immigrazione negli Stati Uniti ha portato a una maggiore polarizzazione su come gestire una popolazione sempre più diversificata man mano che i messicani americani si sono diffusi dai centri tradizionali nel Sud-ovest e a Chicago. La maggior parte dei rom messicani è arrivata negli Stati Uniti dall'Argentina. Nel 2015, gli Stati Uniti hanno ammesso 157 227 immigrati messicani, e a novembre 2016, 1,31 milioni di messicani erano in lista d'attesa per immigrare negli Stati Uniti con mezzi legali. Un sondaggio del 2014 ha mostrato che il 34% dei messicani emigrerebbe negli Stati Uniti se ne avesse l'opportunità, con il 17% che afferma che lo farebbe illegalmente.

## Razza ed etnia
Etnicamente, i messicani americani sono una popolazione diversificata composta principalmente da discendenza europea e indigena, insieme a quella africana. Anche su scala minore discendenza dell'Asia orientale e del Medio Oriente (principalmente libanese). La maggior parte della popolazione messicana si identifica come meticcio. In epoca coloniale, Meticcio doveva essere una persona di origini miste, in particolare europea e nativa americana. Tuttavia, il significato della parola è cambiato nel tempo, attualmente viene utilizzato per riferirsi a quel segmento della popolazione messicana che è di discendenza indigena almeno parziale, ma non parla lingue indigene. Così in Messico, il termine "meticcio", pur applicandosi ancora principalmente a persone di discendenza mista europea e indigena, a vari livelli, il termine è diventato più un'etichetta culturale piuttosto che razziale. È vagamente definito e comprende persone che non hanno origini indigene, persone che non hanno origini europee e persone di discendenza mista. Tale trasformazione della parola non è una coincidenza ma il risultato di un concetto noto come "meticciato", promosso dal governo messicano post-rivoluzionario nel tentativo di creare un'identità etno-culturale messicana unita senza distinzioni razziali. È per questo motivo che a volte si stima che la popolazione meticcia in Messico raggiunga il 93% della popolazione messicana.
Secondo il censimento statunitense del 2010, la maggioranza (52,8%) dei messicani americani si identificava come bianca. Il resto si è identificato come appartenente a "qualche altra razza" (39,5%), "due o più razze" (5,0%), nativi americani (0,4%), neri (2%) e asiatici/isolani del Pacifico (0,1%). È da notare che solo il 5% dei messicani americani ha riferito di appartenere a due o più razze nonostante la presunzione di meticciato tra la popolazione messicana in Messico.
Questa identificazione come "qualche altra razza" riflette l'attivismo tra i messicani americani che rivendicano uno status culturale e lavorano per i propri diritti negli Stati Uniti, così come la separazione dovuta alla diversa lingua e cultura. Gli ispanici, tuttavia, non sono una classificazione razziale, ma un gruppo etnico.
La barriera che la lingua pone alle persone che immigrano dal Messico è difficile a causa dell'importanza attribuita al saper parlare inglese. La mancanza di sostegno da parte delle persone circostanti pone una tensione ancora più difficile dato che non c’è molto rimorso e tuttavia pochissima pazienza da parte di coloro da cui questi immigrati messicani potrebbero trovarsi a cercare aiuto.
Studi genetici condotti sulla popolazione messicana hanno trovato la loro discendenza comune nel 58,96% europei, nel 31,05% amerindi e nel 10,03% africani. Esiste un'asimmetria genetica, con la linea paterna diretta prevalentemente europea e la linea materna prevalentemente amerindia. I messicani americani più giovani tendono ad avere origini più indigene; nei soggetti studiati nati tra gli anni quaranta e novanta si è verificato un aumento medio dell'ascendenza dello 0,4% all'anno. Sebbene non esista una spiegazione semplice, è possibile che si tratti di una combinazione di accoppiamento assortivo, cambiamenti nei modelli migratori nel tempo (con immigrati più recenti che hanno livelli più elevati di discendenza indigena), crescita della popolazione e altri fattori non esaminati.
Ad esempio, uno studio del 2006 condotto dall'Istituto nazionale di medicina genomica del Messico (INMEGEN), che ha genotipizzato 104 campioni, ha riferito che i messicani meticci sono 58,96% europei, 35,05% amerindi e 5,03% africani. Secondo un rapporto del 2009 del Mexican Genome Project, che ha campionato 300 meticci provenienti da sei Stati messicani e un gruppo indigeno, il pool genetico della popolazione meticcia messicana è stato calcolato in 55,2% indigeni, 41,8% europei, 5% africani e lo 0,5% asiatici. Uno studio del 2012 pubblicato dal Journal of Human Genetics ha rilevato che la profonda discendenza paterna della popolazione messicana meticcia è prevalentemente europea (64,9%) seguita da amerindi (30,8%) e africani (5%). Uno studio sugli antenati autosomici condotto a Città del Messico ha riportato che l'ascendenza europea dei messicani era del 52% mentre il resto era amerindiano e, accanto al contributo africano, è stata analizzata inoltre l'ascendenza materna, con il 47% di origine europea. A differenza degli studi precedenti che includevano solo messicani che si autoidentificavano come meticci, l'unico criterio per la selezione del campione in questo studio era che i volontari si autoidentificassero come messicani.
Sebbene il Messico non disponga di censimenti razziali moderni e completi, alcune pubblicazioni internazionali ritengono che i messicani di discendenza prevalentemente europea (spagnoli o altri europei) costituiscano circa un sesto (16,5%), questo sulla base dei dati dell'ultimo censimento razziale nel paese, realizzato nel 1921. Secondo un sondaggio d'opinione condotto dall'organizzazione Latinobarómetro nel 2011, il 52% degli intervistati messicani ha affermato di essere meticci, il 19% indigeni, il 6% bianchi, il 2% mulatti e il 3% "altra razza".

### Classificazioni dell'US Census Bureau
Con l'espansione dei confini degli Stati Uniti, lo United States Census Bureau ha cambiato i suoi metodi di classificazione razziale per i messicani americani sotto la giurisdizione degli Stati Uniti. Il sistema di classificazione dell'Ufficio di presidenza si è evoluto in modo significativo sin dal suo inizio:
- Dal 1790 al 1850, non esisteva alcuna classificazione razziale distinta dei messicani americani nel censimento statunitense. Le categorie riconosciute dal Census Bureau erano bianche, persone libere di colore e nere. Il Census Bureau stima che durante questo periodo il numero di persone che non potevano essere classificate come bianche o nere non superasse lo 0,25% della popolazione totale sulla base dei dati del censimento del 1860.
- Dal 1850 al 1920, il Census Bureau ampliò le sue categorie razziali per includere persone multirazziali, sotto i meticci, i mulatti, nonché nuove categorie di distinzione di amerindi e asiatici. Ha classificato i messicani e i messicani americani come "bianchi".
- Il censimento statunitense del 1930 aggiunse una categoria separata per "colore" o "razza" che declassificò i messicani come bianchi. Agli addetti al censimento è stato chiesto di scrivere "W" per bianco e "Mex" per messicano. Altre categorie erano "Neg" per Negro; "In" per amerindiano; "Ch" per cinese; "Jp" per il giapponese; "Fil" per filippino; "Hin" per indù; e "Kor" per il coreano.
- Nel censimento del 1940, a causa delle diffuse proteste della comunità messicano-americana in seguito ai cambiamenti del 1930, i messicani americani furono riclassificati come bianchi. Le istruzioni per gli enumeratori erano: "Messicani - Riporta 'Bianco' (W) per i messicani a meno che non siano decisamente di razza indigena o di altra razza non bianca". Durante lo stesso censimento, tuttavia, l'ufficio iniziò a monitorare la popolazione bianca di madrelingua spagnola. Questa pratica continuò fino al censimento del 1960. Il censimento del 1960 utilizzava anche il titolo "americano con cognome spagnolo" nei dati riportati sui messicani americani; questa categoria comprendeva anche cubano-americani, portoricani e altri nella stessa categoria.
- Dal 1970 al 1980, si è verificato un drammatico aumento del numero di persone identificate come "di altra razza" nel censimento, riflettendo l'aggiunta di una domanda sull'"origine latina" al questionario al 100%, una maggiore propensione per i latini per identificarsi come diversi dai bianchi mentre si agitavano per i diritti civili e un cambiamento nelle procedure di modifica per accettare segnalazioni di "Altra razza" per gli intervistati che hanno scritto in voci di etnia ispanica, come messicani, cubani o portoricani. Nel 1970, tali risposte nella categoria Altra razza furono riclassificate e classificate come bianche. Durante questo censimento, l'ufficio di presidenza ha tentato di identificare tutti gli ispanici utilizzando i seguenti criteri nei set campionati: 
  - Di lingua spagnola e persone appartenenti a una famiglia in cui il capofamiglia era di lingua spagnola
  - Persone con origini spagnole per luogo di nascita o cognome
  - Persone che si autoidentificano di origine o discendenza spagnola
- Dal 1980 in poi, il Census Bureau ha raccolto dati sull'origine latina su una base del 100%. L'ufficio di presidenza ha notato nel 2002 che un numero crescente di intervistati si identifica come di origine latina ma non di razza bianca.

Per determinati scopi, gli intervistati che hanno scritto in "chicano" o "messicano" (o addirittura in quasi tutti i gruppi di origine latina) nella categoria "Qualche altra razza" sono stati automaticamente riclassificati nel gruppo "razza bianca".

### Politica e dibattito sulla classificazione razziale

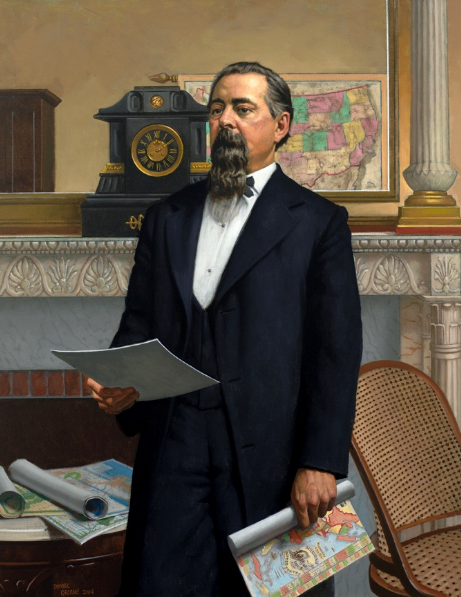
Romualdo Pacheco, statista californiano e primo messicano a prestare servizio nella Camera dei rappresentanti degli Stati Uniti (1877)

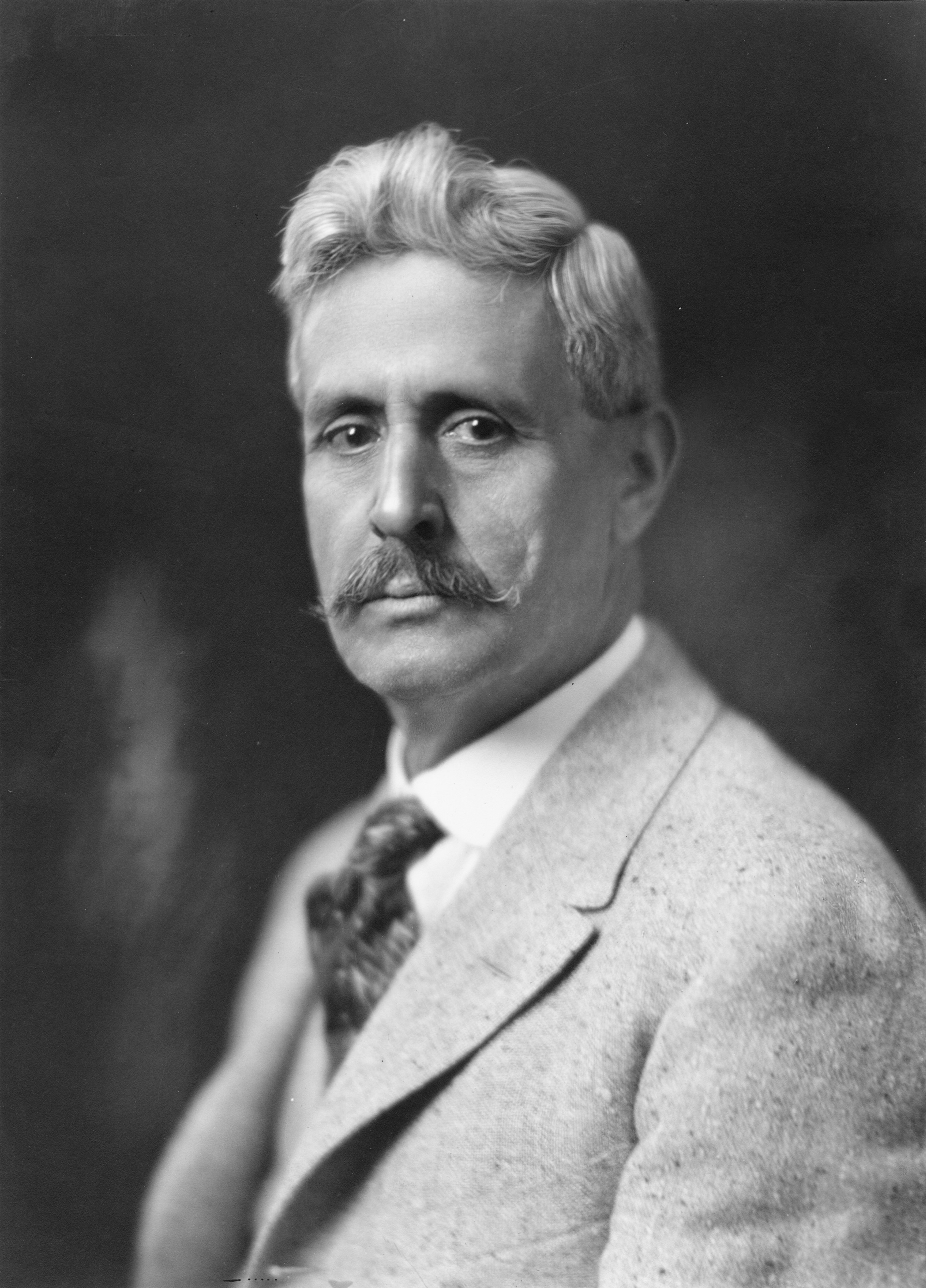
Ottaviano Larrazolo divenne il primo messicano-americano a prestare servizio al Senato degli Stati Uniti (1928)

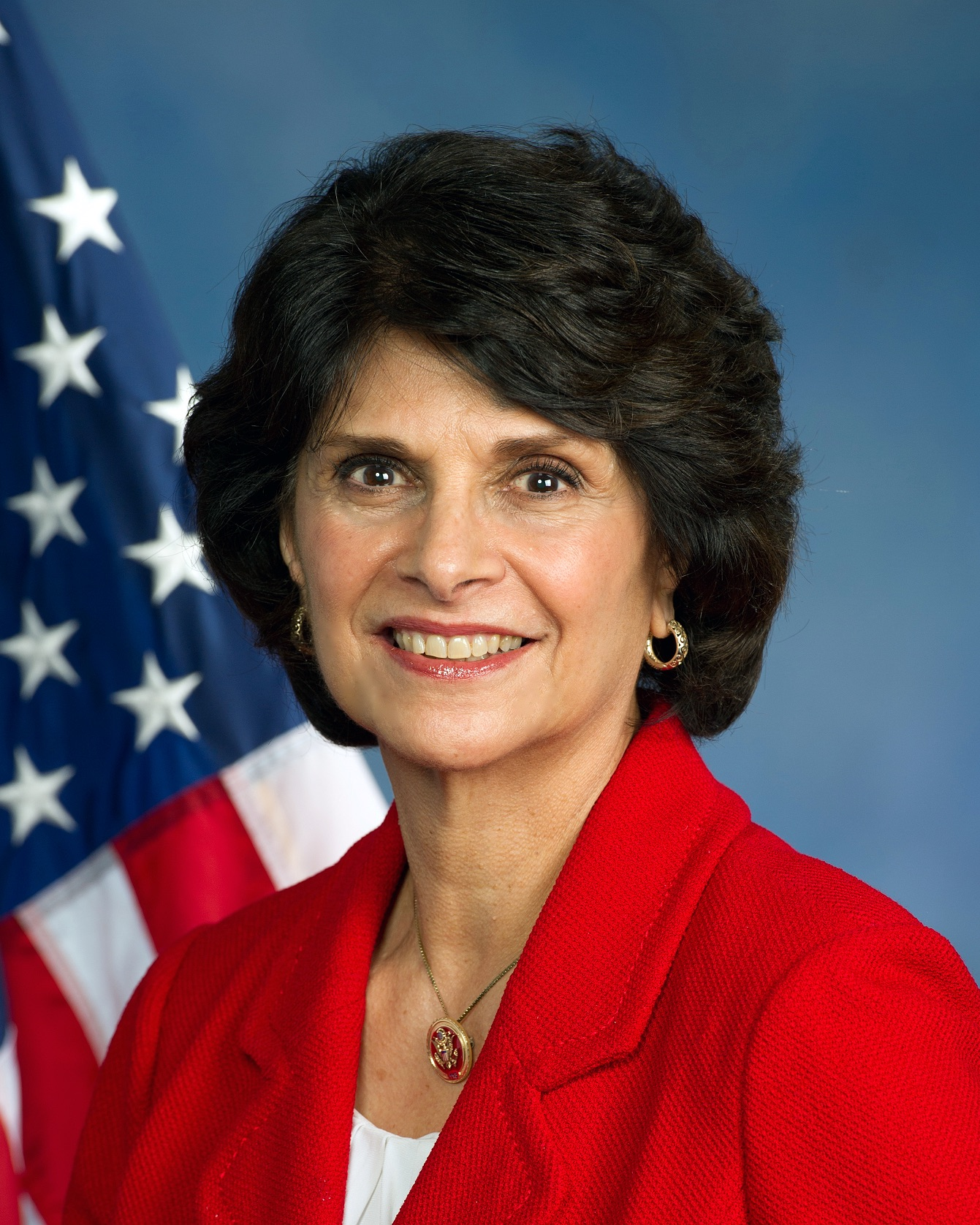
Lucille Roybal-Allard, figlia di Edward R. Roybal, primo presidente latino del Congressional Hispanic Caucus

In alcuni casi, la classificazione legale dello status razziale dei bianchi ha reso difficile per gli attivisti per i diritti messicano-americani dimostrare la discriminazione delle minoranze. Nel caso Hernandez v. Texas (1954), gli avvocati per i diritti civili del ricorrente, di nome Pedro Hernandez, si trovarono di fronte a un paradosso: poiché i messicani americani erano classificati come bianchi dal governo federale e non come razza separata nel censimento, i tribunali hanno ritenuto che non fosse stata loro negata la pari protezione essendo stati processati da giurie che escludevano per pratica i messicani americani. Il tribunale di grado inferiore ha stabilito che non vi era alcuna violazione del Quattordicesimo Emendamento escludendo dalle giurie persone con origini messicane. Gli avvocati dello Stato del Texas e i giudici dei tribunali statali hanno sostenuto che l'emendamento si riferiva solo ai gruppi razziali, non alla "nazionalità". Pertanto, poiché i messicani americani furono processati da giurie composte dal loro gruppo razziale, i bianchi, i loro diritti costituzionali non furono violati. La sentenza della Corte Suprema degli Stati Uniti nel caso Hernandez v. Texas sostenne che i gruppi di "nazionalità" potevano essere protetti dal Quattordicesimo Emendamento, e divenne una pietra miliare nella storia dei diritti civili degli Stati Uniti.
Mentre i messicani americani prestavano servizio in unità completamente bianche durante la seconda guerra mondiale, molti veterani messicano-americani continuarono a subire discriminazioni quando arrivarono a casa; hanno creato il Forum GI per lavorare ai fini della parità di trattamento.
In tempi e luoghi negli Stati Uniti in cui i messicani erano classificati come bianchi, la legge consentiva loro di sposarsi con quelli che oggi vengono definiti "bianchi non latini". I costumi sociali tipicamente approvavano tali matrimoni solo se il partner messicano non era di origine indigena visibile.
Alla fine degli anni ’60, la fondazione della Crociata per la Giustizia a Denver e il movimento per la concessione di terre nel New Mexico nel 1967 gettarono le basi per quello che sarebbe diventato noto come nazionalismo chicano (messicano americano). Gli scioperi scolastici di Los Angeles, California, del 1968 espressero le richieste messicano-americane di porre fine alla segregazione etnica di fatto (anche basata su modelli residenziali), aumentare i tassi di conseguimento del diploma e reintegrare un insegnante licenziato per aver sostenuto l'organizzazione politica studentesca. Un evento notevole nel movimento chicano fu la Convenzione del partito La Raza Unida (Popolo Unito) del 1972, organizzato con l'obiettivo di creare un terzo partito per dare potere politico ai chicani negli Stati Uniti.
In passato, i messicani erano legalmente considerati "bianchi" perché erano accettati come discendenti spagnoli o a causa dei primi obblighi dei trattati nei confronti di spagnoli e messicani che conferivano lo status di cittadinanza ai popoli messicani prima della guerra civile americana. Numerosi Stati schiavisti confinavano con il territorio messicano in un'epoca in cui la "bianchezza" era quasi un prerequisito per la cittadinanza americana in quegli Stati.
Sebbene i messicani americani fossero legalmente classificati come "bianchi" in termini di politica federale ufficiale, socialmente erano visti come "troppo indiani" per essere trattati come tali. Molte organizzazioni, imprese e associazioni di proprietari di case e sistemi legali locali avevano politiche ufficiali all'inizio del XX secolo per escludere i messicani americani in modo razzialmente discriminatorio. In tutto il Sud-ovest, la discriminazione salariale è stata istituzionalizzata in "salari bianchi" rispetto a "salari messicani" più bassi per le stesse classificazioni lavorative. Per i messicani americani, le opportunità di lavoro erano in gran parte limitate ai programmi per i lavoratori ospiti.
Il programma bracero, iniziato nel 1942 durante la seconda guerra mondiale, quando molti americani furono arruolati per la guerra, consentì ai messicani l'ingresso temporaneo negli Stati Uniti come lavoratori migranti nelle fattorie della California e del Sud-ovest. Questo programma continuò fino al 1964.
Sebbene sia le minoranze messicano-americane sia quelle afroamericane fossero soggette a segregazione e discriminazione razziale, venivano trattate in modo diverso. La segregazione è la separazione fisica dei popoli sulla base dell'etnia e dei costumi sociali storicamente applicata per separare gli afroamericani e i messicani americani dai bianchi in Texas. Gli atteggiamenti razziali che sostenevano la segregazione degli afroamericani arrivarono probabilmente in Texas durante gli anni venti dell'Ottocento insieme alla "istituzione peculiare", la schiavitù. Gli anglo-americani iniziarono a estendere la segregazione ai messicani americani dopo la rivoluzione del Texas come consuetudine sociale. Tejanos formò una classe sospetta durante e dopo la rivoluzione, e questo fatto portò a un'avversione generale nei loro confronti. Dopo la guerra civile, la segregazione si sviluppò come metodo di controllo del gruppo. Per entrambi i gruppi minoritari, la segregazione esisteva nelle scuole, nelle chiese, nei quartieri residenziali e nella maggior parte dei luoghi pubblici come ristoranti, teatri e negozi di barbiere. Negli ultimi anni del diciannovesimo secolo, la segregazione istituzionalizzata fiorì legalmente in luoghi con una popolazione nera visibile e fu estesa informalmente a Tejanos. La maggior parte dei paesi e delle città del Texas avevano un "quartiere negro" e un "quartiere messicano".
Anche se la legge specificava fino al 1890 che le scuole nere dovevano avere pari accesso al fondo scolastico comune, spesso non era così. Agli inizi del XX secolo, le scuole nere e messicane si trovarono ad affrontare condizioni deplorevoli endemiche in un sistema educativo antiquato, e le riforme educative dell’era progressista non migliorarono la situazione. Durante gli anni '20, gli scolari neri avevano maggiori probabilità di abbandonare la scuola rispetto agli studenti bianchi, gli insegnanti neri ricevevano meno retribuzione e formazione rispetto ai loro colleghi bianchi e gli alloggi per l'insegnamento normalmente ammontavano a edifici di una sola stanza generalmente sotto la tutela di un singolo insegnante. Le stesse circostanze si applicavano agli studenti ispanici, che venivano segregati perché alcuni bianchi li ritenevano "sporchi" e perché alcuni datori di lavoro bianchi desideravano una forza lavoro poco istruita e poco costosa.

## Cultura

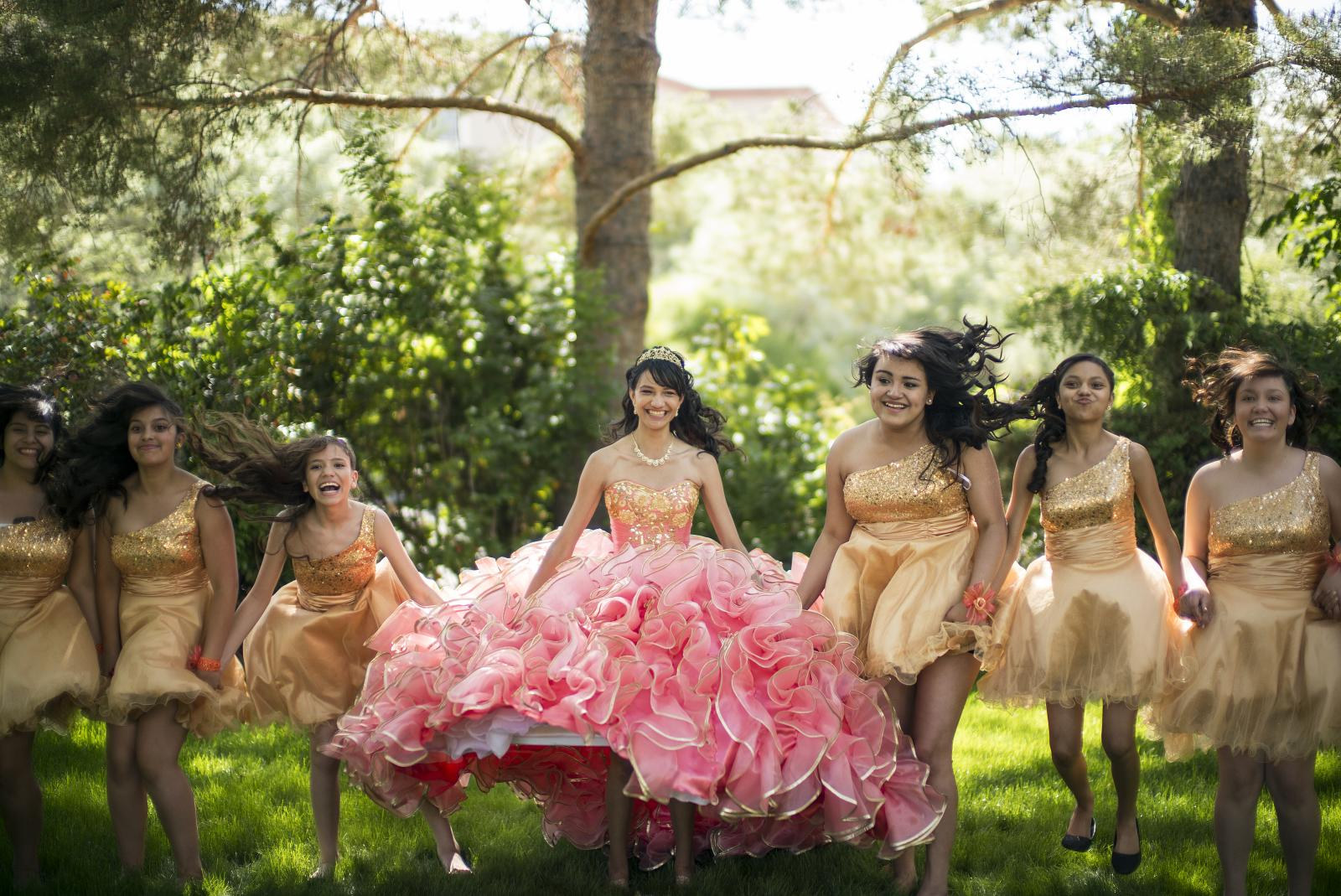
Una celebrazione della Quinceañera a Santa Fe, nel Nuovo Messico

La cultura messicano-americana riflette le influenze della Spagna, del Messico e delle culture indigene.
I nuclei e le strutture familiari sono tipicamente più grandi tra i messicani americani. Genitori e anziani sono trattati con un alto grado di rispetto dai messicani americani. I messicani americani celebrano spesso il Quinceañera.

### Cibo e bevande
I messicani americani hanno influenzato la cucina americana; burritos, enchiladas, guacamole, nachos, tacos, tamales e tortillas, sono regolari nel vernacolo americano. Le cucine del New Mexican e del Tex-Mex sono originarie della cucina degli Stati Uniti sudoccidentali e la cucina messicana ha influenzato la cucina californiana.

### Musica
Il popolare formato radiofonico Regional Mexican include stili musicali messicani; Norteño, ranchera, Conjunto, Son Jarocho, Cumbia e mariachi. Comprende anche gli stili musicali indigeni e messicano-americani della musica del New Mexico, della musica Tejanos, del rock chicano, del rap chicano e del Cumbia rap, che hanno origine negli Stati Uniti.

## Questioni economiche e sociali

### Problemi di immigrazione

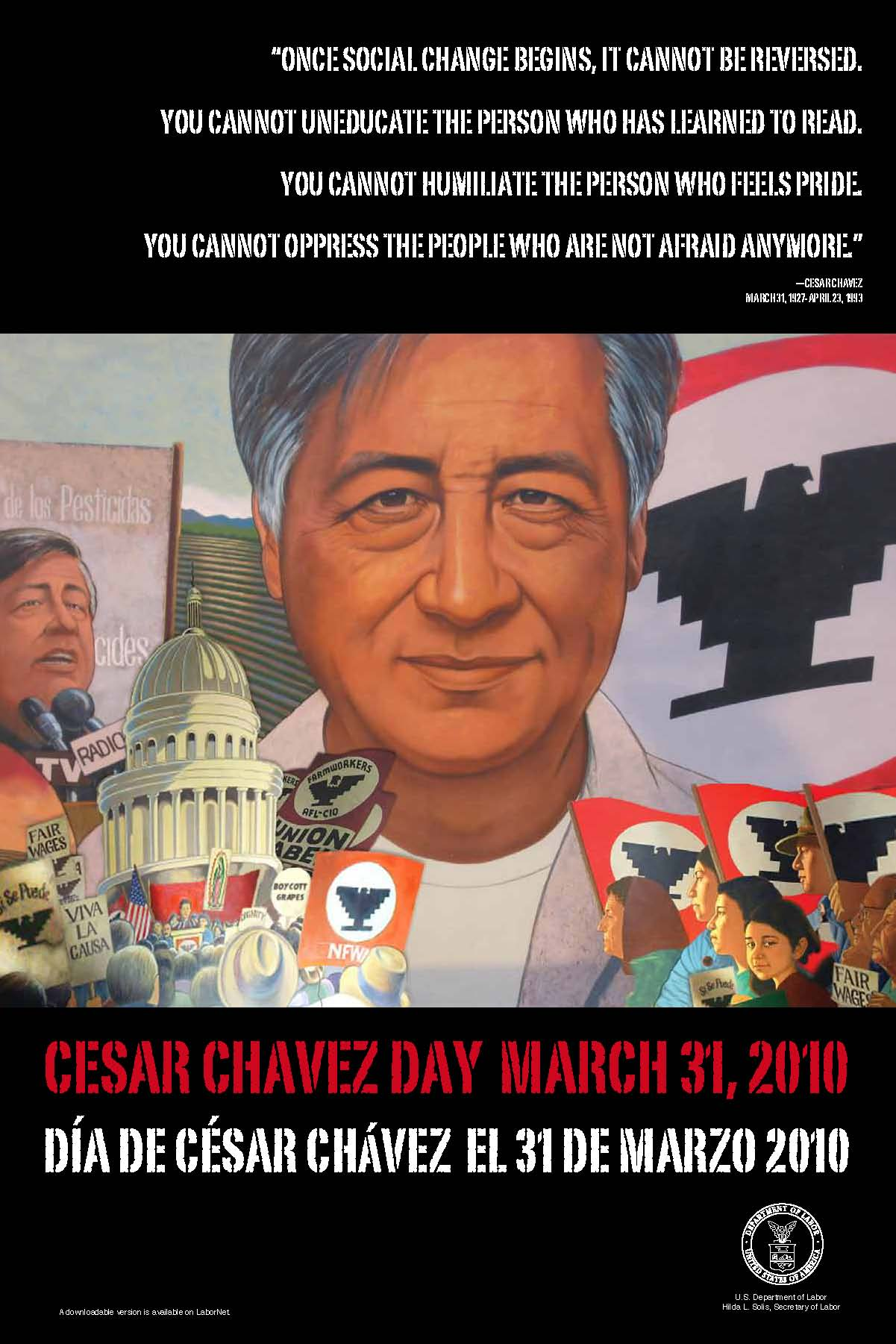
I sostenitori di Cesar Chavez affermano che il suo lavoro ha portato a numerosi miglioramenti per i lavoratori del sindacato. Sebbene il sindacato UFW (United Farm Workers of America) vacillò pochi anni dopo la morte di Chávez nel 1993, egli divenne un iconico "santo popolare" nel pantheon dei messicani americani.

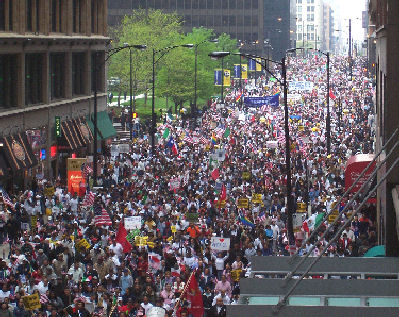
Una manifestazione il Primo Maggio 2006 a Chicago. Le proteste sono iniziate in risposta alla proposta di legge nota come HR 4437 (non passata al Senato), che avrebbe innalzato le sanzioni per l'immigrazione clandestina e avrebbe classificato come criminali gli immigrati privi di documenti e chiunque li avesse aiutati a entrare o a rimanere negli Stati Uniti.

A partire dagli anni ’60, gli immigrati messicani hanno soddisfatto una parte significativa della domanda di manodopera a basso costo negli Stati Uniti. La paura della deportazione li rende altamente vulnerabili allo sfruttamento da parte dei datori di lavoro. Molti datori di lavoro, tuttavia, hanno sviluppato un atteggiamento del tipo "non chiedere, non dire" nei confronti dell'assunzione di cittadini messicani privi di documenti. Nel maggio 2006, centinaia di migliaia di immigrati privi di documenti, messicani e di altre nazionalità, hanno lasciato il lavoro in tutto il paese per protestare a sostegno della riforma sull'immigrazione (molti nella speranza di un percorso verso la cittadinanza simile all'Immigration Reform and Control Act del 1986 firmato convertito in legge dal presidente Ronald Reagan, che concesse la cittadinanza ai cittadini messicani che vivevano e lavoravano senza documenti negli Stati Uniti). Le governamentalità sono state il risultato di relazioni ineguali con i suoi vicini settentrionali rispetto a una risposta a bisogni più guidati a livello locale.
I politici statunitensi hanno citato cifre pari a 20 milioni di immigrati privi di documenti negli Stati Uniti senza fornire prove statistiche.
Alcuni immigrati negli Stati Uniti, sia dal Messico sia da altri paesi, si oppongono all'immigrazione clandestina, anche se una volta non avevano documenti. Tuttavia, secondo un sondaggio condotto dal Pew Research Center nel giugno 2007, il 63% degli americani sosterrebbe una politica di immigrazione che metterebbe gli immigrati privi di documenti sulla strada verso la cittadinanza se "superano i controlli dei precedenti, pagano multe e hanno un lavoro, imparano l'inglese", mentre il 30% sarebbe contrario a tale piano. Dall'indagine è inoltre emerso che se questo programma fosse invece etichettato come "amnistia", il 54% lo sosterrebbe, mentre il 39% si opporrebbe.
Alan Greenspan, ex presidente della Federal Reserve, ha affermato che la crescita della popolazione in età lavorativa è un fattore importante nel mantenere l’economia in crescita e che l’immigrazione può essere utilizzata per far crescere quella popolazione. Secondo Greenspan, entro il 2030, la crescita della forza lavoro statunitense rallenterà dall’1% alla metà, mentre la percentuale della popolazione con più di 65 anni aumenterà dal 13% a forse il 20%. Greenspan ha anche affermato che la riforma dell’immigrazione potrebbe essere attuata con un “colpo di penna”, riferendosi al Comprehensive Immigration Reform Act del 2007 che avrebbe creato un programma per i lavoratori ospiti e avrebbe messo gli immigrati privi di documenti attualmente residenti negli Stati Uniti un percorso verso la cittadinanza se soddisfacevano determinate condizioni.

## Discriminazione e stereotipi

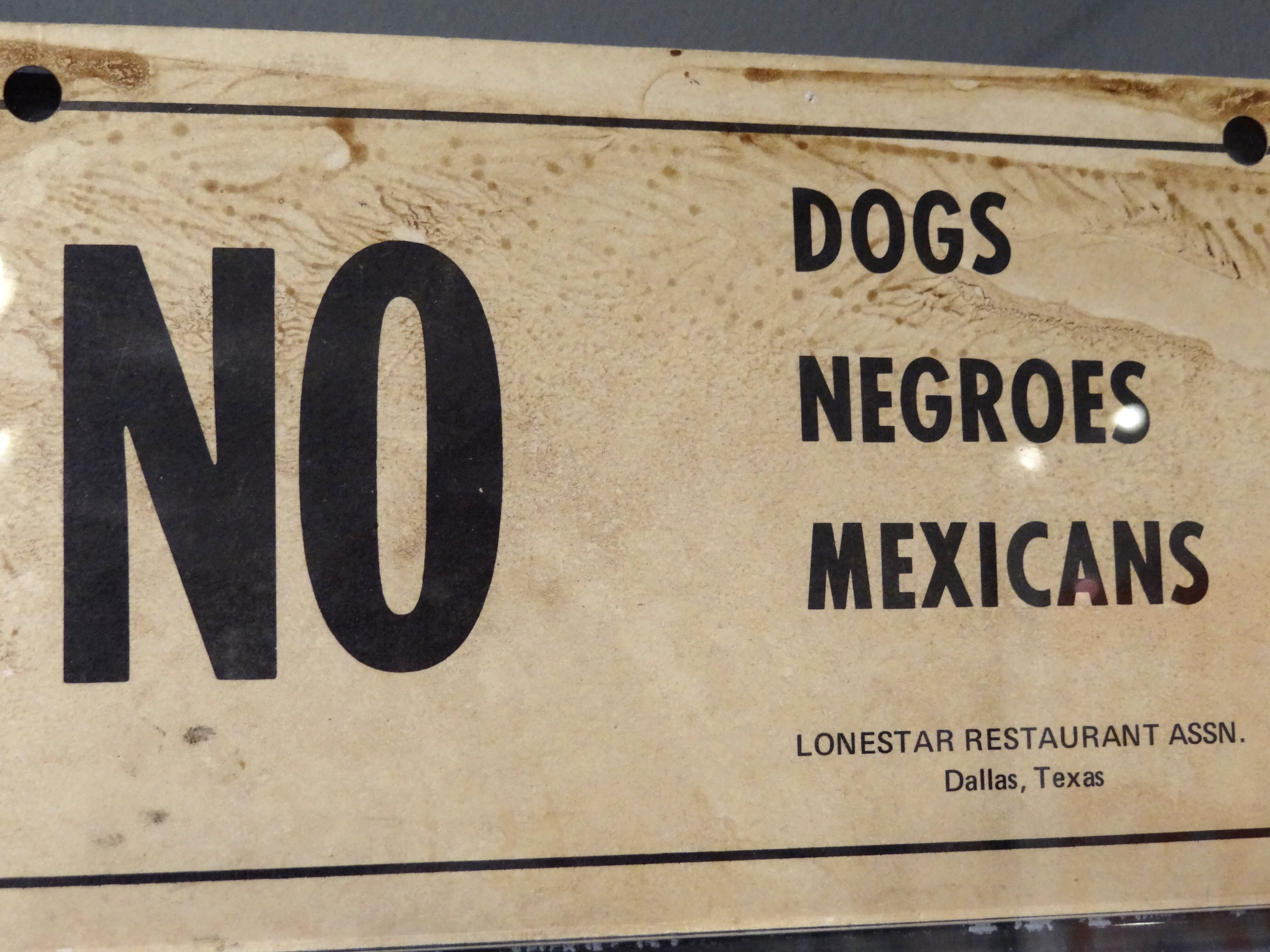
Insegna di un ristorante a Dallas, in Texas, ora situata nel National Civil Rights Museum

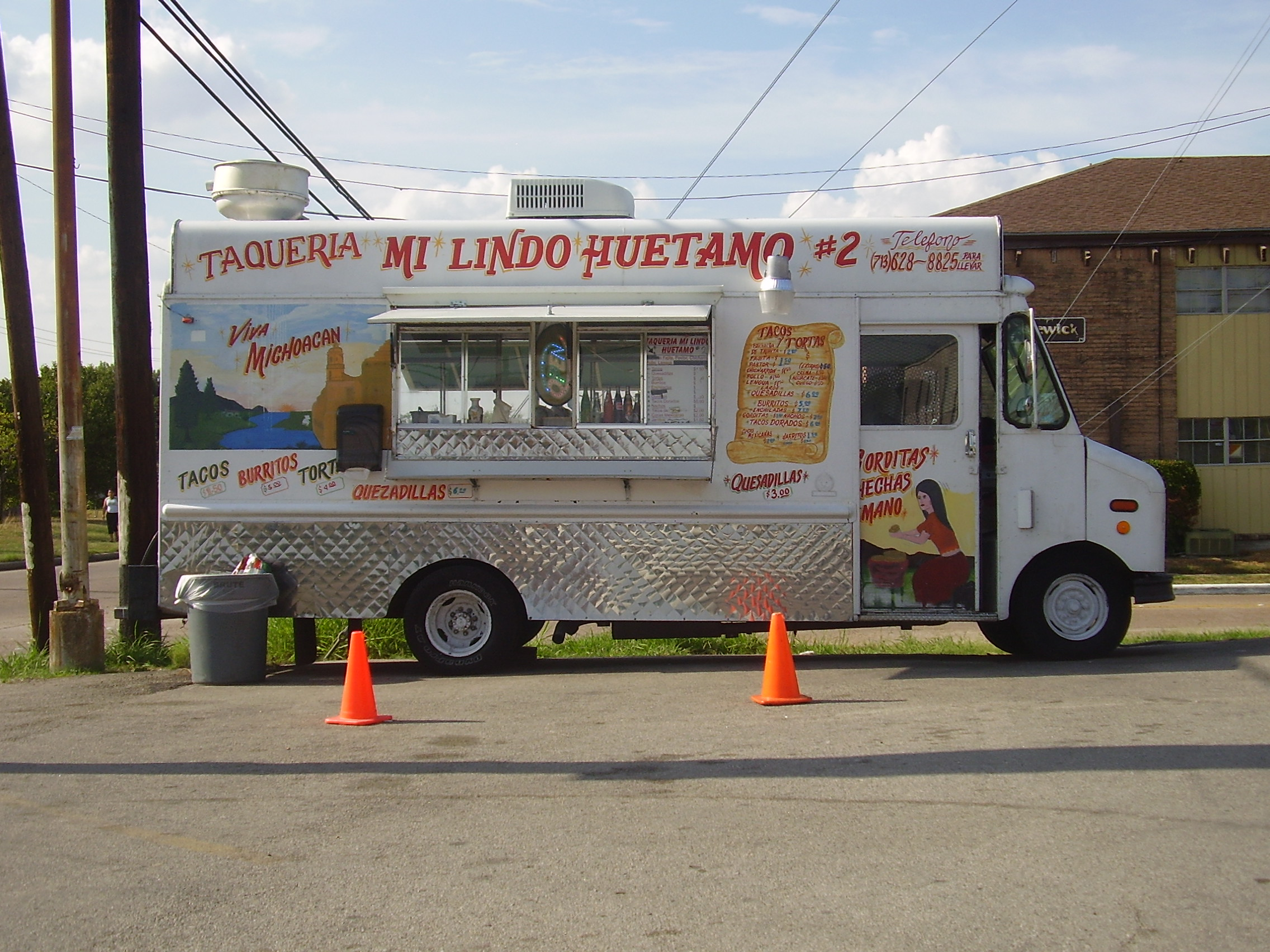
Camion di cibo Mi Lindo Huetamo No. 2, a Houston, Texas

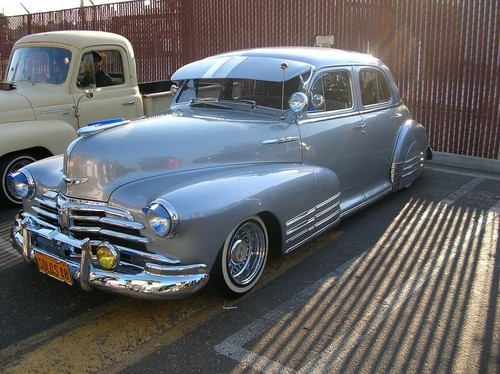
La Lowrider iniziò nei barrios messicano-americani di Los Angeles tra la metà e la fine degli anni quaranta e durante la prosperità del dopoguerra degli anni cinquanta. Inizialmente, alcuni giovani mettevano dei sacchi di sabbia nel bagagliaio delle loro auto personalizzate per creare un effetto ribassato.

Nel corso della storia degli Stati Uniti, i messicani americani hanno sopportato vari tipi di stereotipi negativi che circolavano da tempo nei media e nella cultura popolare. I messicani americani hanno anche dovuto affrontare discriminazioni basate sull'etnia, la razza, la cultura, la povertà e l'uso della lingua spagnola.
I messicani dovettero affrontare la segregazione scolastica razziale in numerosi Stati occidentali durante l'era della Depressione. Nel Wyoming, la segregazione dei bambini messicani, indipendentemente dalla cittadinanza statunitense, rispecchiava le leggi Jim Crow del Sud. La segregazione dei messicani avvenne anche in California e nei vicini Colorado, Montana e Nebraska.
Poiché la maggior parte degli immigrati privi di documenti negli Stati Uniti provengono tradizionalmente dall'America Latina, la comunità messicano-americana è stata oggetto di diffuse incursioni migratorie. Durante la Grande depressione, il governo degli Stati Uniti sponsorizzò un programma di rimpatrio messicano che aveva lo scopo di incoraggiare le persone a trasferirsi volontariamente in Messico, ma migliaia di persone furono deportate contro la loro volontà. Durante gli anni '30, furono rimpatriate o deportate in Messico tra 355 000 e 1 milione di persone, di cui circa il 40-60% erano cittadini statunitensi, in maggioranza bambini. Il rimpatrio volontario era molto più comune della deportazione formale. Nel dopoguerra, il Dipartimento di Giustizia lanciò l'operazione Wetback.
Durante la seconda guerra mondiale, più di 300 000 messicani americani prestarono servizio nelle forze armate statunitensi. I messicani americani erano generalmente integrati in unità militari regolari; tuttavia, molti veterani della guerra messicano-americani furono discriminati e persino furono loro negati i servizi medici dal Dipartimento per gli affari dei veterani degli Stati Uniti quando arrivarono a casa. Nel 1948, il veterano di guerra P. Garcia fondò l'American GI Forum per affrontare le preoccupazioni dei veterani messicani americani che venivano discriminati. La prima campagna dell'AGIF è stata a favore di Felix Longoria, un soldato messicano americano ucciso nelle Filippine mentre era in servizio. Al ritorno del suo corpo nella sua città natale di Three Rivers, in Texas, gli furono negati i servizi funebri a causa della sua nazionalità.
Le rivolte Zoot Suit ebbero luogo dal 3 all'8 giugno 1943 a Los Angeles coinvolgendo militari bianchi americani di stanza nel Sud della California e giovani residenti di città latinoamericane e messicane americane. Fu una delle dozzine di città industriali in tempo di guerra che subirono rivolte legate alla razza nell'estate del 1943. I militari bianchi e gli abitanti bianchi attaccarono e spogliarono bambini, adolescenti e giovani che indossavano zoot suit. Sebbene la maggior parte della violenza fosse diretta contro i giovani messicano-americani, furono attaccati anche i giovani afroamericani che indossavano abiti zoot. La sfida degli zoot suiters divenne fonte di ispirazione per i chicanos durante il movimento chicano che lavorò per abbracciare un'identità chicana e una visione del mondo che combattesse il razzismo strutturale.
Nel caso Perez v. Sharp del 1948, la Corte Suprema della California riconobbe che il divieto di matrimonio interrazziale violava il quattordicesimo emendamento della Costituzione federale del 1868. Il caso coinvolgeva Andrea Perez, una donna messicano-americana elencata come White, e Sylvester Davis, un afroamericano.
Nel 1971, il presidente degli Stati Uniti Richard Nixon mostrava pregiudizi nei confronti dei messicani americani e degli afroamericani. Riferendosi ai latini afferma: "Al momento rubano, sono disonesti, ma hanno una certa concezione della vita familiare. Non vivono come un branco di cani, come vivono i negri".
Nel 2006, la rivista Time ha riferito che il numero di gruppi di odio negli Stati Uniti è aumentato del 33% dal 2000, con l'immigrazione illegale utilizzata come base per il reclutamento. Secondo il rapporto sulle statistiche sui crimini d'odio del Federal Bureau of Investigation (FBI) del 2011, il 56,9% delle 939 vittime di crimini motivati da un pregiudizio verso l'etnia o l'origine nazionale delle vittime erano diretti contro i latini. In California, lo Stato con la più grande popolazione messicano-americana, il numero di crimini d'odio commessi contro i latinoamericani è quasi raddoppiato dal 2003 al 2007. Nel 2011, i crimini d'odio contro gli ispanici sono diminuiti del 31% negli Stati Uniti e il 43% in California. La strage di El Paso del 2019 che ha provocato 23 morti, è stata il risultato dell'atteggiamento razzista dell'uomo armato nei confronti dei messicani americani e degli immigrati latini in generale.
Nel 2015, il futuro presidente Donald Trump ha offeso i messicani americani affermando: "Portano droga. Portano criminalità. Sono stupratori. E alcuni, presumo, sono brave persone". Ha costruito inoltre il muro di Trump per impedire agli immigrati messicani privi di documenti di entrare negli Stati Uniti.
Sebbene molti messicani americani discendano da indigeni amerindi, e sebbene molti di loro siano residenti nel paese da molte generazioni, i messicani sono spesso visti e stereotipati come "parassiti culturali" appena arrivati e "saltatori di frontiera" negli Stati Uniti. Gli uomini messicani sono stereotipati come criminali analfabeti. Le donne messicane sono descritte come ipersessuali. I messicani sono stereotipati come pigri, sporchi e fisicamente poco attraenti.

## Status sociale e assimilazione

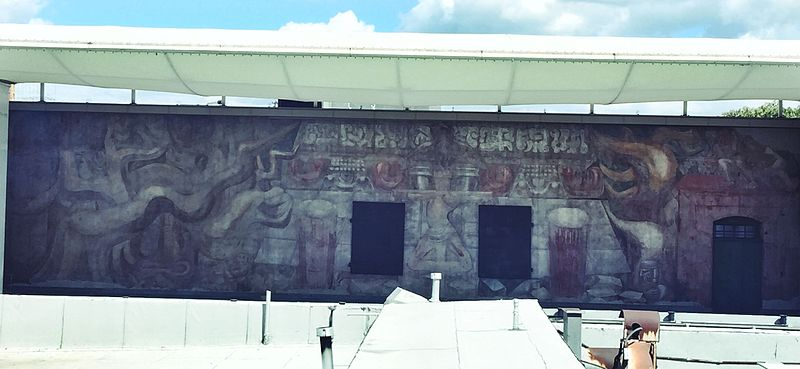
Murales America Tropical

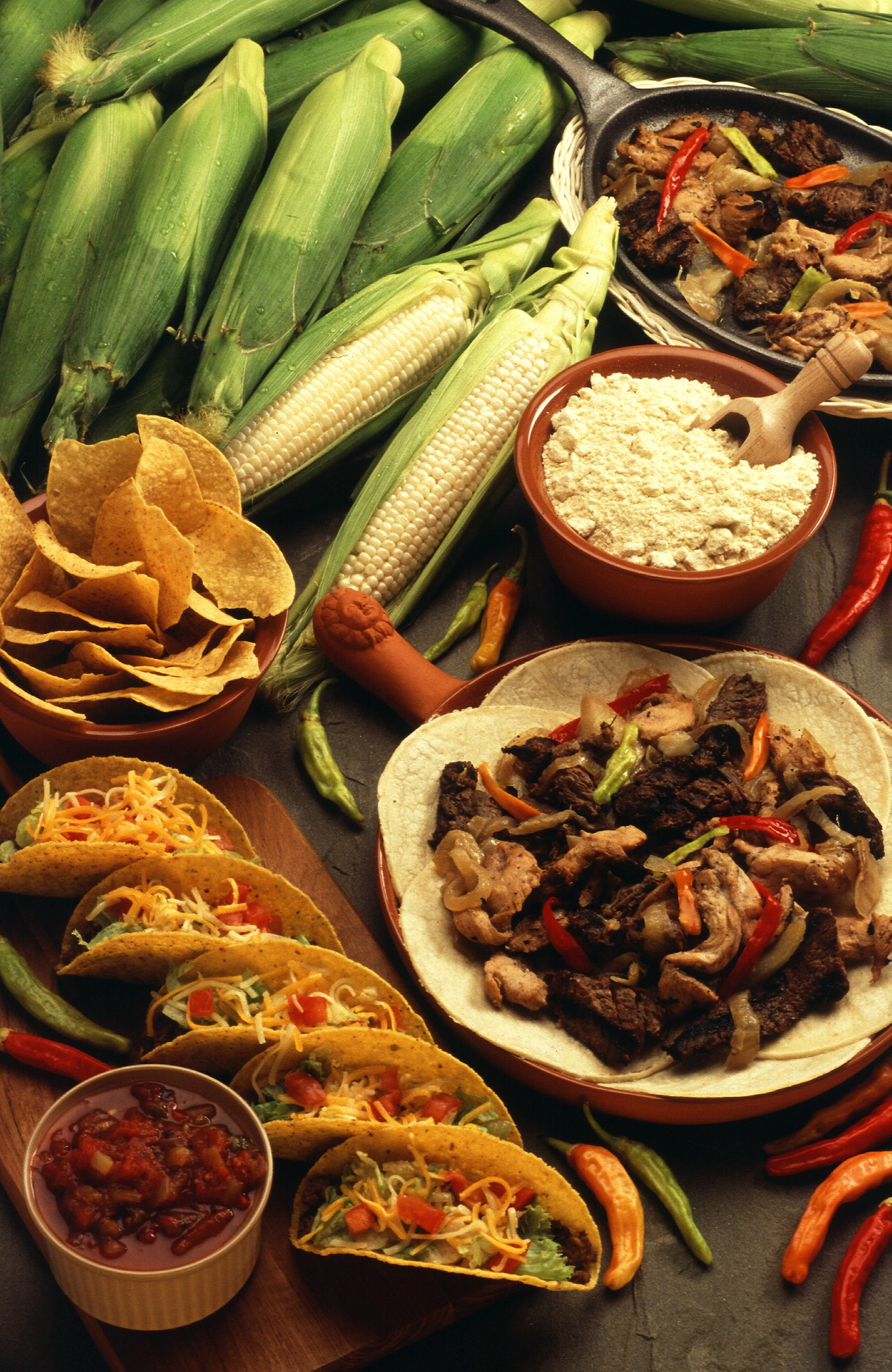
Il cibo messicano è diventato parte del mercato americano tradizionale, proprio come il cibo italiano ha fatto decenni prima e si è assimilato al mercato americano come il Tex-Mex

Ci sono stati aumenti dei redditi personali e familiari medi per i messicani americani nel 21º secolo. Gli americani di origine messicana nati negli Stati Uniti guadagnano di più e sono rappresentati maggiormente nei segmenti della classe media e alta rispetto agli immigrati messicani arrivati più di recente.
La maggior parte degli immigrati dal Messico, come altrove, provengono dalle classi inferiori e da famiglie occupate da generazioni in lavori meno qualificati. Inoltre provengono molto probabilmente dalle zone rurali. Pertanto, molti nuovi immigrati messicani non sono qualificati nelle professioni dei colletti bianchi. Recentemente, alcuni professionisti dal Messico sono emigrati, ma effettuare la transizione da un paese all'altro implica riqualificarsi e riadattarsi per conformarsi alle leggi statunitensi, ovvero è necessaria una licenza professionale. Milioni di persone sono entrate negli Stati Uniti per trovare un lavoro che li aiutasse a sopravvivere e a sostenere le loro famiglie in Messico. Tuttavia ora, i messicani americani, principalmente quelli bilingue, vengono utilizzati dalle aziende per attirare la clientela immigrata. Viene attribuito maggiore valore ai messicani americani perché possiedono la capacità di comunicare con clienti di lingua spagnola, ampliando così la gamma di clienti delle aziende.
Secondo James P. Smith, i figli e i nipoti degli immigrati ispanici tendono a ridurre il divario educativo e di reddito con i bianchi americani. Gli uomini latini immigrati guadagnano circa la metà di quello che guadagnano i bianchi, mentre gli ispanici di seconda generazione nati negli Stati Uniti guadagnano circa il 78% degli stipendi delle loro controparti bianche e i latini di terza generazione nati negli Stati Uniti guadagnano in media salari identici alle loro controparti bianche nate negli Stati Uniti. Tuttavia, il numero di professionisti messicano-americani è cresciuto in termini di dimensioni dal 2010. Secondo Gutiérrez, Ramón nel corso degli anni '80, le donne messicane single hanno costituito una parte importante di questa migrazione, rappresentando fino a 40% del movimento totale degli immigrati. Le donne messicane sono per lo più impiegate in lavori legati ai servizi come addette alle pulizie, governanti e tate, con un minore coinvolgimento nel lavoro agricolo. Mentre ai messicani che hanno forti competenze accademiche è stato concesso lo status legale negli Stati Uniti, e la loro percentuale è inferiore rispetto all’afflusso di immigrati non qualificati.
Huntington (2005) sostiene che il numero, la concentrazione, l’omogeneità linguistica e altre caratteristiche degli immigrati latinoamericani eroderanno il dominio dell’inglese come lingua unificante a livello nazionale, indeboliranno i valori culturali dominanti del paese e promuoveranno lealtà etniche rispetto a un’identificazione primaria come un americano. Testando queste ipotesi con i dati del censimento degli Stati Uniti e dei sondaggi d'opinione nazionali e di Los Angeles, Citrin e altri (2007) mostrano che i latini generalmente acquisiscono l'inglese e perdono lo spagnolo rapidamente a partire dalla seconda generazione, e non sembrano essere né più né meno religiosi o impegnati nell'etica del lavoro rispetto ai bianchi nativi americani non messicani. Tuttavia, i figli e i nipoti degli immigrati messicani sono stati in grado di stabilire stretti legami con le loro famiglie allargate in Messico, poiché gli Stati Uniti condividono un confine di 2 000 miglia con il Messico. Molti hanno avuto l’opportunità di visitare il Messico con una certa frequenza. Di conseguenza, molti messicani sono stati in grado di mantenere una forte cultura, lingua e relazione messicane con gli altri.
Sud e altri (2005) esaminano l'assimilazione spaziale ispanica e la mobilità geografica tra quartieri. La loro analisi longitudinale di settecento immigrati messicani, portoricani e cubani seguiti dal 1990 al 1995 trova ampio sostegno alle ipotesi derivate dalla descrizione classica dell'assimilazione nella società americana. L'alto reddito, l'uso della lingua inglese e l'integrazione nei contesti sociali americani hanno aumentato la mobilità geografica degli immigrati latinoamericani nei quartieri multietnici. La cittadinanza statunitense e gli anni trascorsi negli Stati Uniti erano positivamente associati alla mobilità geografica in diversi quartieri, mentre i contatti co-etnici e le precedenti esperienze di discriminazione etnica diminuivano la probabilità che gli immigrati latini si spostassero dai loro quartieri originari verso le zone censite dei bianchi non latini.

### Matrimoni misti
Secondo i dati del censimento del 2000, i messicani di etnia messicana nati negli Stati Uniti hanno un alto grado di matrimoni misti con bianchi non latini. Sulla base di un campione di 38 911 mariti messicani nati negli Stati Uniti e 43 527 mogli messicane nate negli Stati Uniti:
- Il 50,6% degli uomini messicani nati negli Stati Uniti e il 45,3% delle donne messicane nate negli Stati Uniti erano sposati con messicani nati negli Stati Uniti;
- Il 26,7% degli uomini messicani nati negli Stati Uniti e il 28,1% delle donne messicane nate negli Stati Uniti erano sposati con bianchi non ispanici;
- Il 13,6% degli uomini messicani nati negli Stati Uniti e il 17,4% delle donne messicane nate negli Stati Uniti erano sposati con messicani nati in Messico.

Inoltre, sulla base dei dati del 2000, c'è un significativo assorbimento etnico dei messicani nella popolazione tradizionale con il 16% dei bambini nati da matrimoni misti che non sono stati identificati nel censimento come messicani.
Uno studio condotto dal gruppo di esperti sugli ispanici del Consiglio nazionale delle ricerche (USA) negli Stati Uniti, pubblicato nel 2006, ha esaminato non solo i matrimoni, ma anche le unioni non matrimoniali. Si è scoperto che almeno dal 1980, il matrimonio tra donne di tutti i gruppi etnici ispanici, compresi i messicani americani, è stato in costante declino. Inoltre, la percentuale di nascite da madri non sposate è aumentata per le donne di origine messicana dal 20,3% nel 1980 al 40,8% nel 2000, più che raddoppiando in quel lasso di tempo. Lo studio ha anche scoperto che per le donne di tutte le etnie ispaniche, compresa l'origine messicana, "un numero considerevolmente inferiore di nascite da madri latine non sposate implicano collaborazioni con maschi bianchi non latini rispetto al caso di madri latine sposate. In secondo luogo, le nascite al di fuori del matrimonio sono è più probabile che coinvolga un padre nero non latinoamericano che le nascite all'interno del matrimonio." Inoltre, "Le unioni tra partner di diverse origini latine o tra latini e neri non latini sono considerevolmente più evidenti nella convivenza e nella genitorialità che nel matrimonio. In particolare, le unioni tra latini e neri non latini sono prominenti nella genitorialità, in particolare le nascite [da parte di genitori] non coniugate." Inoltre, per il 29,7% delle nascite da parte di madri non sposate di origine messicana e il 40% delle nascite da parte di madri non sposate di origine "altra latina", che può includere l'origine messicano-americana, mancavano informazioni sull'etnia del padre. Lo studio è stato sostenuto, tra le altre fonti, dall'US Census Bureau.

### Doppia emarginazione
Due identità emarginate hanno un impatto maggiore sull’oppressione e sulle lotte che gli oppressi devono affrontare. Ciò è particolarmente vero nel caso delle donne e degli immigrati. Il livello di istruzione e i fattori culturali influiscono direttamente sulle donne che subiscono violenza domestica, e le donne con livelli di alfabetizzazione più bassi hanno una maggiore vulnerabilità nell’affrontare gli abusi.

## Problemi di segregazione

### Pratiche del mercato immobiliare
Gli studi hanno dimostrato che la segregazione tra i messicani americani e gli immigrati messicani sembra essere in calo. Uno studio del 1984 ha rilevato che ai richiedenti messicano-americani venivano offerti gli stessi termini e condizioni abitative dei bianchi americani non ispanici. È stato chiesto loro di fornire le stesse informazioni (riguardo all'occupazione, al reddito, ai controlli del credito, ecc.) e di soddisfare le stesse qualifiche generali dei loro coetanei bianchi non ispanici. In questo stesso studio, si è scoperto che i messicani americani avevano maggiori probabilità rispetto ai bianchi americani non ispanici di essere invitati a pagare un deposito cauzionale o una tassa di iscrizione e che i candidati messicani americani avevano anche maggiori probabilità di essere inseriti in un lista d'attesa rispetto ai candidati bianchi non latini.

### Battaglia di Chavez Ravine
La battaglia di Chavez Ravine ha diversi significati, ma spesso si riferisce alla controversia sull'acquisizione da parte del governo di terreni in gran parte di proprietà di messicani americani a Chavez Ravine di Los Angeles nell'arco di circa dieci anni (1951-1961). Il risultato finale fu la rimozione dell'intera popolazione di Chavez Ravine dal terreno su cui fu successivamente costruito il Dodger Stadium. La grande maggioranza del terreno del burrone Chavez è stato acquisito per far posto alle proposte di edilizia pubblica. Il piano di edilizia pubblica che era stato presentato come politicamente "progressista" e che aveva portato all'allontanamento dei proprietari terrieri messicano-americani di Chavez Ravine, fu abbandonato dopo l'approvazione di un referendum pubblico che proibiva la proposta abitativa originaria e l'elezione di un sindaco conservatore di Los Angeles contrario all'edilizia popolare. Anni dopo, il terreno acquisito dal governo a Chavez Ravine fu dedicato dalla città di Los Angeles come sito di quello che oggi è il Dodger Stadium.

### Segregazione ispanica contro segregazione nera
Confrontando la segregazione contemporanea dei messicani americani con quella dei neri americani, alcuni studiosi affermano che "la segregazione ispanica è meno grave e fondamentalmente diversa dalla segregazione residenziale dei neri" suggerendo che la segregazione affrontata dai latinoamericani è più probabile che sia dovuta a fattori come il basso status socioeconomico e l'immigrazione, mentre la segregazione degli afroamericani è più probabile che sia dovuta a questioni più ampie della storia del razzismo negli Stati Uniti.
Legalmente, i messicani americani potevano votare e ricoprire cariche elettive, tuttavia, fu solo con la creazione di organizzazioni come la Lega dei Cittadini Uniti dell'America Latina e il GI Forum che i messicani americani iniziarono a ottenere un'influenza politica. Anche l'elezione di Edward Roybal al Consiglio comunale di Los Angeles nel 1949 e poi al Congresso nel 1962 rappresentò questo crescente potere politico messicano-americano. Alla fine degli anni '60, la fondazione della Crociata per la Giustizia a Denver e il movimento per la concessione di terre nel New Mexico nel 1967 gettarono le basi per quello che sarebbe diventato il nazionalismo chicano (messicano americano). Gli scioperi scolastici di Los Angeles del 1968 esprimevano le richieste messicano-americane di porre fine alla segregazione, aumentare il tasso di diplomati e reintegrare un insegnante licenziato per aver sostenuto l'organizzazione studentesca. Un evento notevole nel movimento chicano fu la Convenzione del partito La Raza Unida (Popolo Unito) del 1972, organizzato con l'obiettivo di creare un terzo partito che avrebbe dato potere politico ai chicani negli Stati Uniti.
In passato, i messicani erano legalmente considerati "bianchi" perché erano considerati di piena eredità spagnola, o a causa dei primi obblighi dei trattati nei confronti di spagnoli e messicani che conferivano lo status di cittadinanza ai popoli messicani in un'epoca in cui la bianchezza era un prerequisito per la cittadinanza negli Stati Uniti. Sebbene i messicani americani fossero legalmente classificati come "bianchi" in termini di politica federale ufficiale, molte organizzazioni, imprese e associazioni di proprietari di case e sistemi legali locali avevano politiche ufficiali per escludere i messicani americani. In tutto il Sud-ovest la discriminazione salariale è stata istituzionalizzata in "salari bianchi" rispetto a "salari messicani" più bassi per le stesse classificazioni lavorative. Per i messicani americani, le opportunità di lavoro erano in gran parte limitate ai programmi per i lavoratori ospiti. Il Programma Bracero, iniziato nel 1942 e terminato ufficialmente nel 1964, consentì loro l'ingresso temporaneo negli Stati Uniti come lavoratori migranti nelle fattorie della California e del Sud-ovest.
I messicani americani legalmente classificati come "bianchi", in seguito alle leggi anti-meticciato nella maggior parte degli Stati occidentali fino agli anni '60, non potevano sposare legalmente americani africani o asiatici. Tuttavia, la maggior parte non era socialmente considerata bianca e quindi, secondo lo storico Neil Foley nel libro The White Scourge: Mexicans, Blacks, and Poor Whites in Texas Cotton Culture, messicani e messicano-americani sposavano tipicamente non bianchi senza ritorsioni.
Nonostante le somiglianze tra i modelli di segregazione messicano-americani e afroamericani, c'erano importanti differenze. Le demarcazioni razziali tra bianchi e neri in uno Stato come il Texas erano inviolabili, mentre quelle tra bianchi e messicani americani non lo erano. Era possibile per i messicani americani frequentare scuole e università bianche, socializzare con i bianchi e sposare bianchi: tutte queste cose erano impossibili per gli afroamericani, in gran parte a causa della natura legalizzata della segregazione bianco-nera. La segregazione razziale era raramente così rigida per i messicani americani come lo era per gli afroamericani, anche in situazioni in cui gli afroamericani godevano di uno status economico più elevato rispetto ai messicani americani.

### Scuole segregate

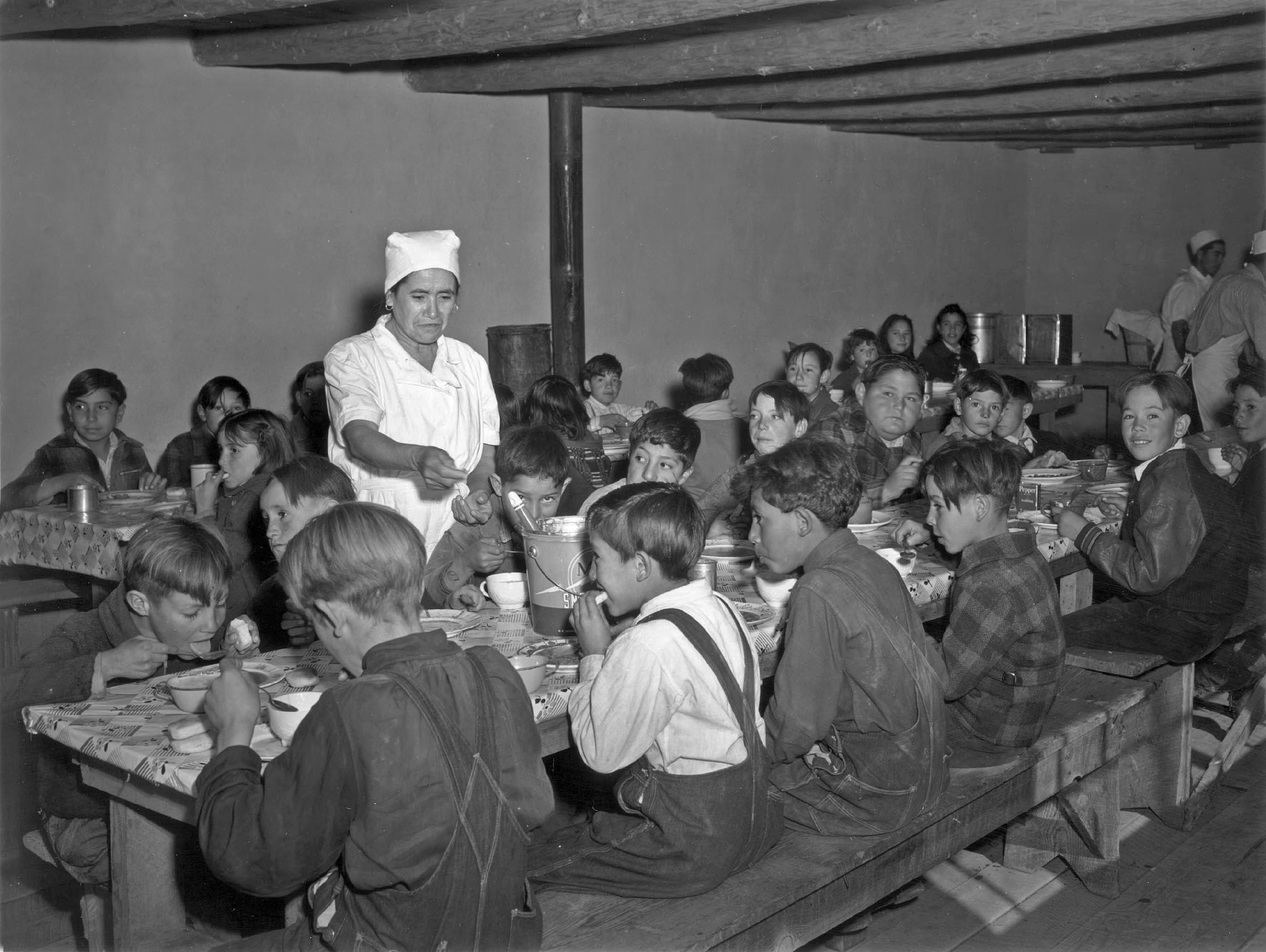
Mendez v. Westminster fu un caso giudiziario federale del 1947 che contestò le scuole di recupero messicane a Orange County, in California. Nella sua sentenza, la Corte d'Appello del Nono Circuito degli Stati Uniti, in una decisione en banc, ha ritenuto che la segregazione forzata degli studenti messicano-americani in "scuole messicane" separate fosse incostituzionale e illegale perché i messicani erano bianchi. È stata la prima sentenza negli Stati Uniti a favore della desegregazione.

Negli anni '40 in Texas, i bambini messicano-americani erano a volte costretti a iscriversi alle "scuole messicane", dove le condizioni delle classi erano povere, l'anno scolastico era più breve e la qualità dell'istruzione era inferiore alla media.
Vari motivi per l'inferiorità dell'istruzione impartita agli studenti messicano-americani sono stati elencati da James A. Ferg-Cadima, tra cui: risorse inadeguate, attrezzature scadenti, costruzione di edifici inadatti. Nel 1923, la Texas Education Survey Commission scoprì che l’anno scolastico per alcuni gruppi non bianchi era di 1,6 mesi più breve dell’anno scolastico medio. hanno interpretato l'anno scolastico abbreviato come un "mezzo di controllo sociale" che attua politiche per garantire che i messicani americani mantengano la forza lavoro non qualificata necessaria per un'economia forte. Un’istruzione inferiore servirebbe a confinare i messicani americani al gradino più basso della scala sociale. Limitando il numero di giorni in cui i messicani americani potevano frequentare la scuola e concedendo tempo a questi stessi studenti di lavorare, principalmente in lavori agricoli e stagionali, le prospettive di istruzione superiore e mobilità ascendente erano scarse.

### Immigrazione e segregazione

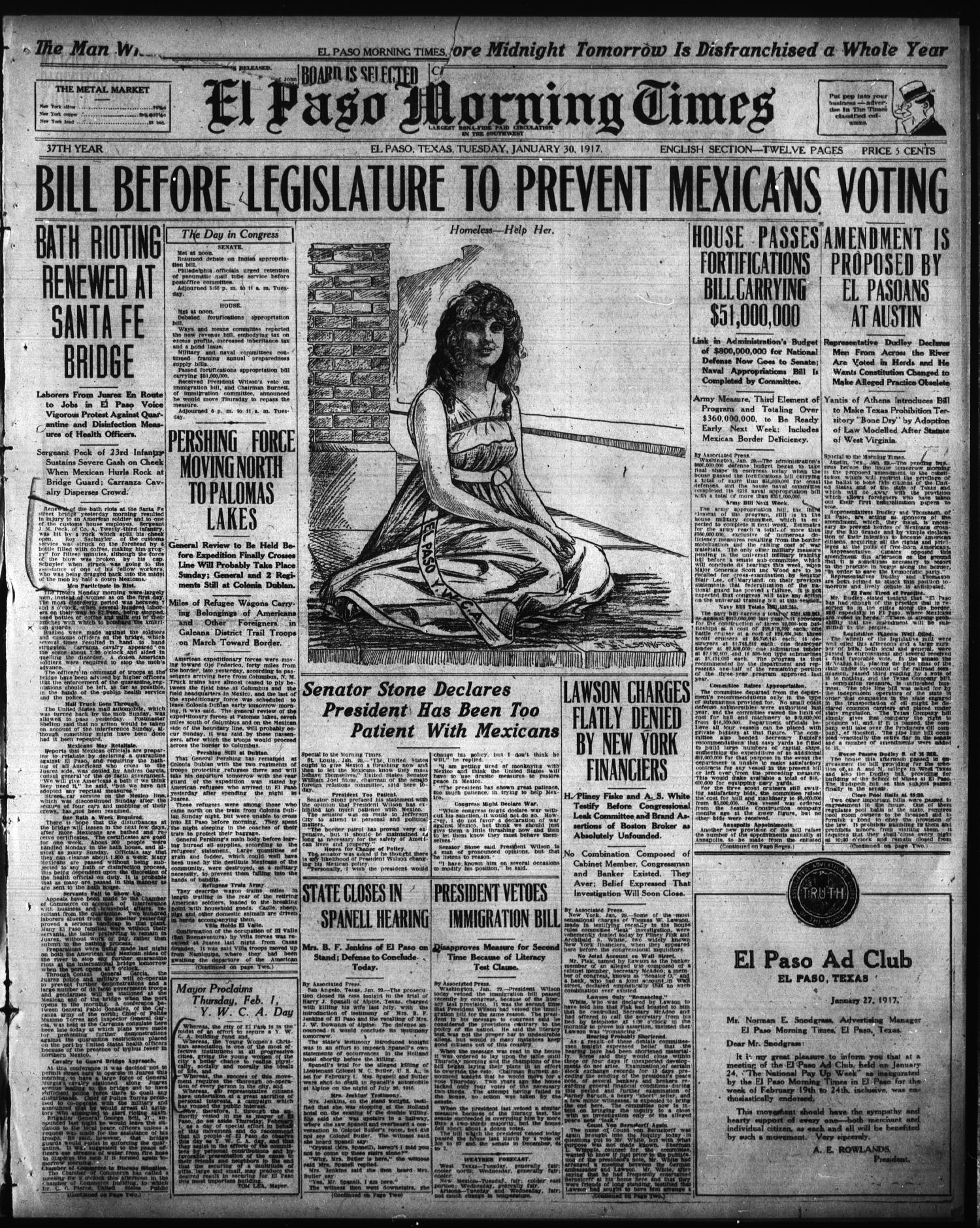
Il quotidiano El Paso Morning Times del 30 gennaio 1917, intitolato "Bill Before Legislature to Prevent Mexicans Voting" descrive le rivolte di Bath del 1917 iniziate da Carmelita Torres presso l'impianto di disinfezione del ponte internazionale di Santa Fe al confine di El Paso, Texas e Juarez, Messico

Storicamente, gli immigrati si sono stabiliti per la prima volta nei centri di immigrazione dopo il loro primo arrivo negli Stati Uniti. Sebbene siano segregati dalla popolazione generale, gli hub hanno aiutato molti immigrati ad ambientarsi negli Stati Uniti, a imparare l’inglese, ad accumulare ricchezza e, una volta stabilitisi, a inserirsi nella società tradizionale.
Questo modello di immigrazione e segregazione residenziale è il modello storicamente accurato nel descrivere le esperienze degli immigrati latini. Tuttavia, i modelli di immigrazione osservati oggi non seguono più questo modello. Questo vecchio modello è chiamato "modello di assimilazione spaziale standard". Modelli più contemporanei sono il modello di polarizzazione e il modello di diffusione: il modello di assimilazione spaziale presuppone che, poiché gli immigrati vivrebbero all'interno dei confini di questo paese, si sentirebbero contemporaneamente più a loro agio nel loro nuovo ambiente, il loro status socioeconomico aumenterebbe e la loro capacità di parlare inglese. aumenterebbe. La combinazione di questi cambiamenti consentirebbe all’immigrato di uscire dal barrio e di entrare nella società dominante. Questo tipo di assimilazione riflette le esperienze degli immigrati dell'inizio del XX secolo.
Il modello di polarizzazione suggerisce che l’immigrazione delle minoranze non nere negli Stati Uniti separa ulteriormente i neri dai bianchi, come se i nuovi immigrati costituissero un "cuscinetto" tra loro. Ciò crea una gerarchia in cui i neri sono in fondo, i bianchi in alto e gli altri gruppi occupano il centro. In altre parole, il modello di polarizzazione presuppone che gli asiatici e gli ispanici siano meno segregati rispetto ai loro coetanei afroamericani perché la società bianca americana preferirebbe vivere più vicino agli asiatici o ai latini piuttosto che agli afroamericani.
Il modello di diffusione è stato suggerito anche come modo per descrivere l'esperienza dell'immigrato negli Stati Uniti. Questo modello è radicato nella convinzione che col passare del tempo, sempre più immigrati entrano nel paese. Questo modello suggerisce che man mano che gli Stati Uniti diventeranno più popolati da un insieme più diversificato di popoli, gli stereotipi e le pratiche discriminatorie diminuiranno, con l’aumento della consapevolezza e dell’accettazione. Il modello di diffusione prevede che i nuovi immigrati abbatteranno i vecchi modelli di discriminazione e pregiudizio, man mano che ci si sente sempre più a proprio agio con i quartieri più diversificati che si creano attraverso l’afflusso di immigrati. L'applicazione di questo modello alle esperienze dei messicani americani costringe a vedere essi come aggiunte positive alla società americana, in cui più aggiunte vengono fatte ad essa, più diventerà equa e accogliente.

## Il movimento chicano e la moratoria chicana

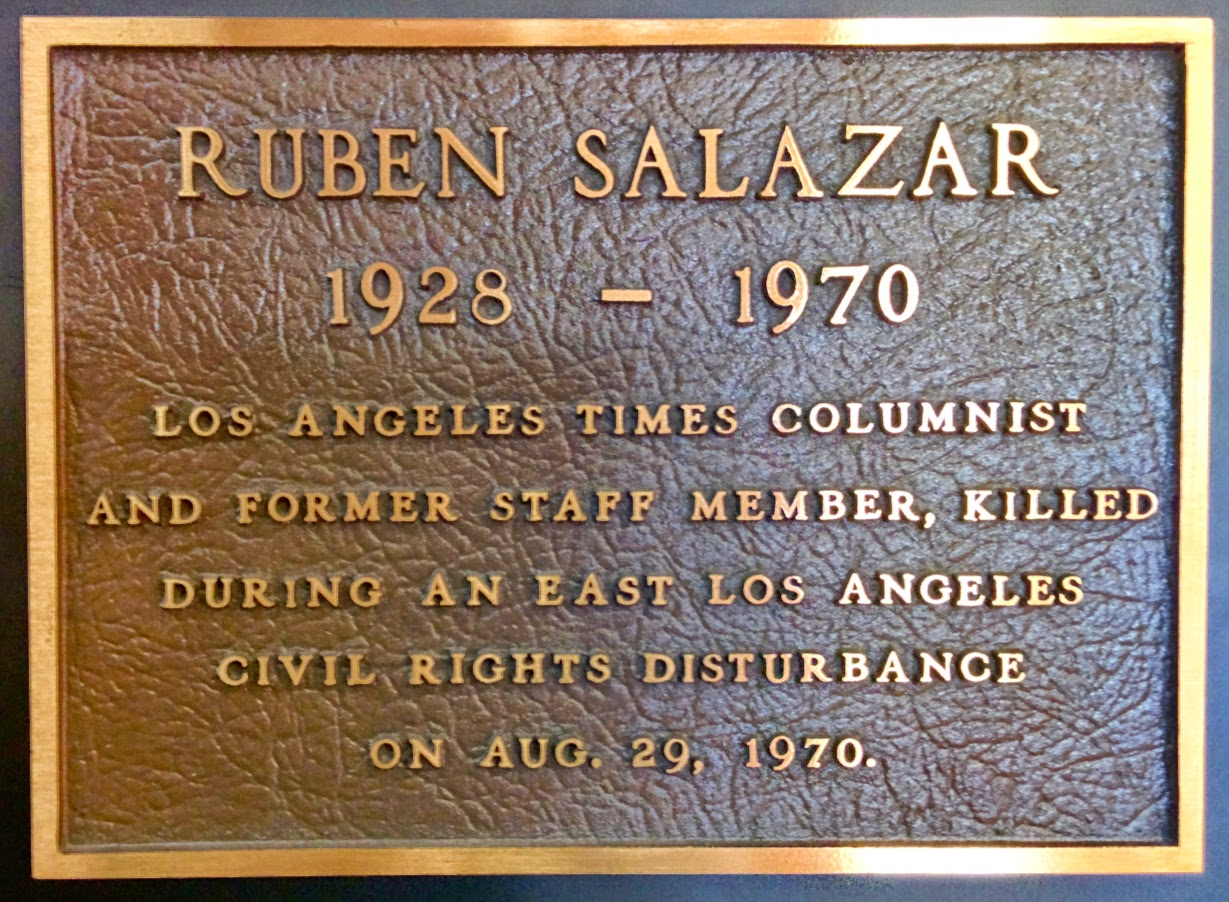
Una targa in onore di Ruben Salazar è montata nella Globe Lobby del Los Angeles Times Building nel centro di Los Angeles

Il Chicano Moratorium, formalmente noto come National Chicano Moratorium Committee, era un movimento di attivisti chicano contro la guerra che costruì un'ampia ma fragile coalizione di gruppi messicano-americani per organizzare l'opposizione alla guerra del Vietnam. Il comitato era guidato da attivisti dei college locali e membri dei "Brown Berets", un gruppo con radici nel movimento studentesco delle scuole superiori che organizzò scioperi nel 1968, noti come scioperi di East LA, chiamati anche "blowouts".
Il fatto storico più noto della Moratoria è stata la morte di Rubén Salazar, noto per i suoi reportage sui diritti civili e sulla brutalità della polizia. La storia ufficiale è che Salazar è stato ucciso da un lacrimogeno sparato da un membro del dipartimento dello sceriffo della contea di Los Angeles nel Silver Dollar Café al termine della marcia nazionale della moratoria chicana.

## Istruzione
Gli East Los Angeles Walkouts o Chicano Blowouts furono una serie di proteste del 1968 da parte degli studenti chicani contro le condizioni ineguali nelle scuole superiori del distretto scolastico unificato di Los Angeles. Il primo sciopero avvenne il 5 marzo 1968. Gli studenti che organizzarono e portarono avanti le proteste erano principalmente preoccupati per la qualità della loro istruzione. Questo movimento, che ha coinvolto migliaia di studenti nell'area di Los Angeles, è stato identificato come "la prima grande protesta di massa contro il razzismo intrapresa dai messicano-americani nella storia degli Stati Uniti". Walkout è un film della HBO del 2006 basato su questi fatti.

### Coinvolgimento dei genitori

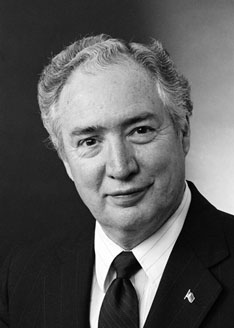
Lauro Cavazos, Ministro dell'Istruzione dall'agosto 1988 al dicembre 1990

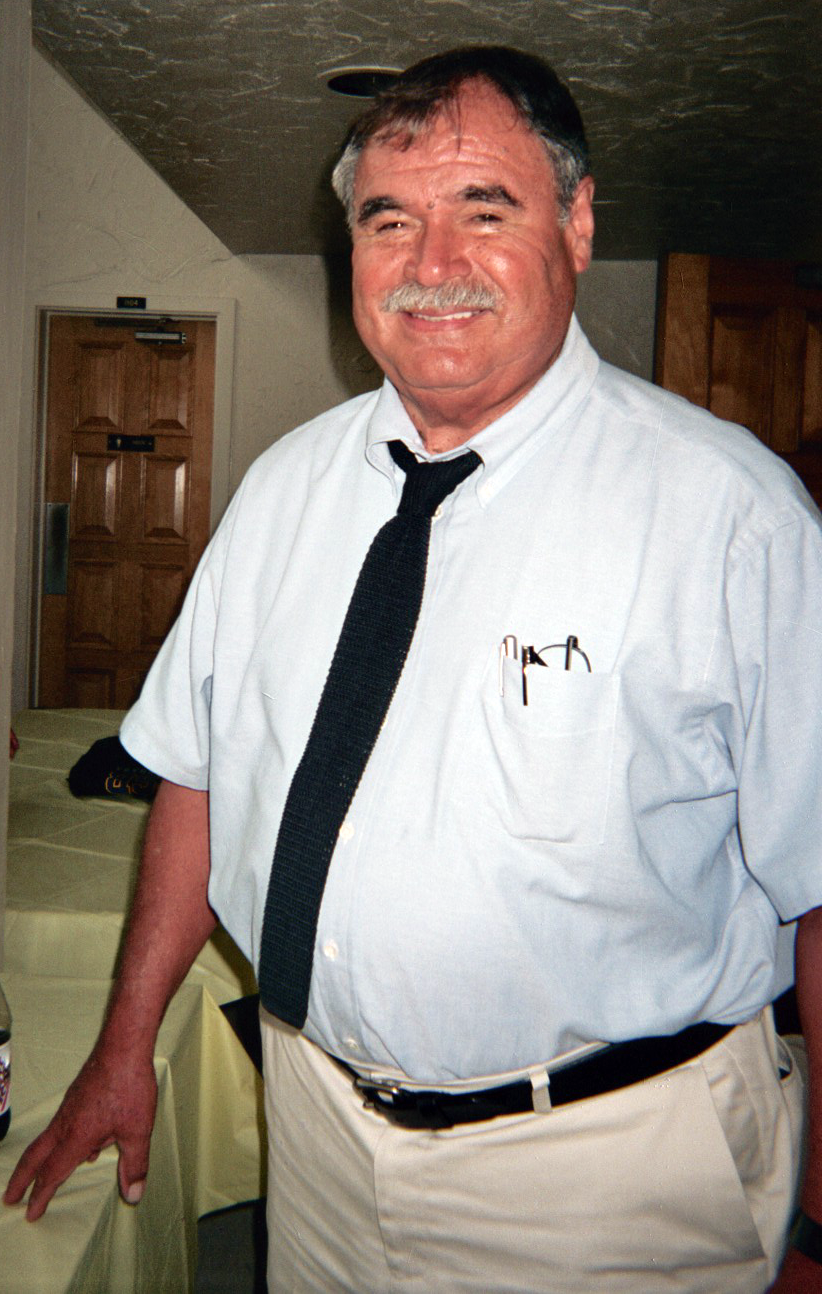
Sal Castro era un educatore e attivista messicano-americano. Era noto soprattutto per il suo ruolo negli scioperi di East LA del 1968.

I genitori sono comunemente associati al fatto di essere i primi insegnanti di un bambino. Man mano che il bambino cresce, il ruolo dei genitori nell'apprendimento del figlio può cambiare; tuttavia, un genitore continuerà spesso a fungere da modello. Esistono numerosi articoli di ricerca che hanno esaminato il coinvolgimento e l'educazione dei genitori. Un aspetto chiave del coinvolgimento dei genitori nell’istruzione è che può essere trasmesso in molti modi. Per molto tempo c'è stata l'idea sbagliata che i genitori degli studenti messicano-americani non fossero coinvolti nell'istruzione dei loro figli; tuttavia, numerosi studi hanno dimostrato che i genitori sono coinvolti nell'educazione dei propri figli (Valencia & Black, 2002). È importante sapere che i genitori degli studenti messicano-americani spesso mostrano il loro coinvolgimento attraverso metodi non tradizionali; come consigli, pratiche home-base ed elevate aspettative accademiche.
La letteratura ha dimostrato che il coinvolgimento dei genitori ha avuto un'influenza positiva sui risultati accademici degli studenti messicano-americani. Gli studi hanno dimostrato che le famiglie messicane dimostrano il loro valore nei confronti dell'istruzione utilizzando metodi non tradizionali (Kiyama, 2011). Una pratica educativa comunemente usata tra le famiglie messicane sono i consejos (consigli). Ulteriori ricerche hanno sostenuto l'idea che i consigli dei genitori abbiano avuto un'influenza significativa sull'istruzione degli studenti messicano-americani. Espino (2016) ha studiato l'influenza che il coinvolgimento dei genitori ha avuto su sette dottorandi messicano-americani di prima generazione. Lo studio ha rilevato che uno dei padri di un partecipante utilizzava spesso i consejos per incoraggiare suo figlio a continuare gli studi. I consejos del padre (ossia i consigli) sono serviti come strumento di incoraggiamento, che ha motivato il partecipante a continuare la sua istruzione. I consejos sono comunemente associati all'occupazione dei genitori. I genitori utilizzano la propria occupazione come leva per incoraggiare i propri figli a continuare gli studi, altrimenti potrebbero finire per svolgere un lavoro indesiderato (Espino, 2016). Anche se questa potrebbe non essere la forma più comune di coinvolgimento dei genitori, gli studi hanno dimostrato che è stato uno strumento efficace per incoraggiare gli studenti messicano-americani. Anche se questo potrebbe essere uno strumento efficace per gli studenti messicano-americani, una madre può essere una figura altrettanto importante per i consejos. Il ruolo della madre insegna al bambino l'importanza dei compiti quotidiani come saper cucinare, pulire e prendersi cura di sé per essere indipendente e anche dare una mano in casa. I figli di madri single hanno un enorme impatto a loro volta sui loro figli spingendoli ad avere successo a scuola per avere una vita migliore. La maggior parte delle madri single vive in povertà e dipende dal governo, quindi vuole il meglio per i propri figli, quindi li incoraggia sempre a concentrarsi e a fare del proprio meglio.
Un altro studio ha sottolineato l’importanza del coinvolgimento dei genitori a domicilio. Altschul (2011) ha condotto uno studio che ha testato gli effetti di sei diversi tipi di coinvolgimento dei genitori e il loro effetto sugli studenti messicano-americani. Lo studio ha utilizzato dati precedenti del National Education Longitudinal Study (NELS) del 1988. I dati sono stati utilizzati per valutare l'influenza delle pratiche genitoriali nell'ottavo anno e il loro effetto sugli studenti una volta che erano al decimo anno. Altschul (2011) ha osservato che il coinvolgimento dei genitori a domicilio ha avuto un effetto più positivo sui risultati accademici degli studenti messicano-americani rispetto al coinvolgimento nelle organizzazioni scolastiche. La letteratura suggerisce che il coinvolgimento dei genitori nel contesto scolastico non è necessario, i genitori possono influenzare il rendimento scolastico dei propri figli da casa.
Ulteriore letteratura ha dimostrato che il coinvolgimento dei genitori si manifesta anche sotto forma di aspettative dei genitori. Valencia e Black (2002) sostengono che i genitori messicani attribuiscono un valore significativo all’istruzione e nutrono grandi aspettative per i propri figli. Lo scopo del loro studio era sfatare l’idea secondo cui i messicani non danno valore all’istruzione fornendo prove che dimostrano il contrario. Stabilire aspettative elevate ed esprimere il desiderio che i propri figli abbiano successo accademico è servito come potente strumento per aumentare il rendimento accademico tra gli studenti messicano-americani (Valencia & Black, 2002). Anche Keith e Lichtman (1995) hanno condotto uno studio di ricerca che ha misurato l’influenza del coinvolgimento dei genitori e del rendimento scolastico. I dati sono stati raccolti dal NELS e hanno utilizzato un totale di 1.714 studenti identificati come messicano-americani (Chicana/o). Lo studio ha rilevato un livello più elevato di risultati accademici tra gli studenti messicano-americani dell'ottavo anno e i genitori che avevano elevate aspirazioni educative per i loro figli (Keith & Lichtman, 1995).
Ulteriori ricerche condotte da Carranza, You, Chhuon e Hudley (2009) hanno aggiunto supporto all'idea che elevate aspettative dei genitori fossero associate a livelli di rendimento più elevati tra gli studenti messicano-americani. Carranza e altri (2009) hanno osservato 298 studenti delle scuole superiori messicano-americane. Si sono chiesti se il coinvolgimento percepito dei genitori, l’acculturazione e l’autostima avessero qualche effetto sui risultati e sulle aspirazioni accademiche. I risultati del loro studio hanno dimostrato che il coinvolgimento percepito dei genitori ha avuto un'influenza sui risultati accademici e sulle aspirazioni degli studenti. Inoltre, Carranza e altri hanno osservato che tra le donne, coloro che percepivano che i loro genitori si aspettavano che ottenessero buoni voti tendevano a studiare di più e ad avere aspirazioni accademiche più elevate (2009). I risultati suggeriscono che le aspettative dei genitori possono influenzare il rendimento scolastico degli studenti messicano-americani.
Sulla base della letteratura attuale, si può concludere che il coinvolgimento dei genitori è un aspetto estremamente importante dell'istruzione degli studenti messicano-americani. Gli studi hanno dimostrato che il coinvolgimento dei genitori non si limita alla partecipazione alle attività scolastiche; il coinvolgimento dei genitori può manifestarsi infatti attraverso varie forme. Esistono numerosi studi che suggeriscono che le aspettative dei genitori sono associate al livello di rendimento degli studenti messicano-americani. La ricerca futura dovrebbe continuare a studiare le ragioni per cui gli studenti messicano-americani ottengono risultati migliori quando i loro genitori si aspettano che vadano bene a scuola. Inoltre, essa potrà anche esaminare se il genere influenza le aspettative dei genitori.
Stand and Deliver è stato inserito nella lista del National Film Registry del 2011. Il National Film Board ha affermato che è "uno dei più popolari della nuova ondata di lungometraggi narrativi prodotti negli anni '80 da registi latini" e che "celebra in modo diretto, accessibile e di grande impatto, valori di auto-miglioramento attraverso il duro lavoro e potere attraverso la conoscenza."

## Demografia
Al 2019 risultavano 10.931.939 cittadini statunitensi nati nel Messico, mentre erano 37.186.361 gli americani di origine messicana, ovvero l'11,3% della popolazione totale del Paese.
Nella tabella di seguito viene riportata la consistenza numerica della popolazione statunitense nata in Messico e la loro percentuale rispetto al totale della popolazione nata al di fuori degli USA.
| Anno | Immigrati negli USA nati in Messico | Percentuale di tutti gli immigrati negli USA |
| ---- | ----------------------------------- | -------------------------------------------- |
| 1850 | 13 300                              | 0,6                                          |
| 1860 | 27 500                              | 0,7                                          |
| 1870 | 42 400                              | 0,8                                          |
| 1880 | 68 400                              | 1,0                                          |
| 1890 | 77 900                              | 0,8                                          |
| 1900 | 103 400                             | 1,0                                          |
| 1910 | 221 900                             | 1,6                                          |
| 1920 | 486 400                             | 3,5                                          |
| 1930 | 641 500                             | 4,5                                          |
| 1940 | 357 800                             | 3,1                                          |
| 1950 | 451 400                             | 3,9                                          |
| 1960 | 575 900                             | 5,9                                          |
| 1970 | 759 700                             | 7,9                                          |
| 1980 | 2 199 200                           | 15,6                                         |
| 1990 | 4 298 000                           | 21,7                                         |
| 2000 | 9 177 500                           | 29,5                                         |
| 2010 | 11 711 700                          | 29,3                                         |
| 2017 | 11 269 900                          | 25,3                                         |

## Salute

### Diabete
Il diabete si riferisce a una malattia in cui il corpo ha un’incapacità di rispondere adeguatamente all’insulina, che quindi influisce sui livelli di glucosio. La prevalenza del diabete negli Stati Uniti è in costante aumento. I tipi più comuni di diabete sono il tipo 1 e il tipo 2. Il tipo 2 è il tipo di diabete più comune tra i messicani americani ed è in costante aumento a causa delle cattive abitudini alimentari. L'aumento dell'obesità si traduce in un aumento del diabete di tipo 2 tra i messicani americani negli Stati Uniti. Gli uomini messicano-americani hanno tassi di prevalenza più elevati rispetto ai non latini, ai bianchi e ai neri. "La prevalenza del diabete è aumentata dall'8,9% nel 1976-1980 al 12,3% nel 1988-94 tra gli adulti di età compresa tra 40 e 74 anni" secondo il terzo National Health and Nutrition Examination Survey, 1988-1994. In uno studio del 2014, l'US Census Bureau stima che entro il 2050, una persona su tre che vive negli Stati Uniti sarà di origine latina, compresi i messicani americani. La prevalenza del diabete di tipo 2 è in aumento a causa di molti fattori di rischio e ci sono ancora molti casi di pre-diabete e diabete non diagnosticato a causa della mancanza di fonti. Secondo il Dipartimento della salute e dei servizi umani degli Stati Uniti (2011), gli individui di origine messicana hanno il 50% in più di probabilità di morire di diabete rispetto ai loro colleghi bianchi.